# 麻薩諸塞州
麻薩諸塞州（英語：Massachusetts，i/ˌmæsəˈtʃuːsɪts/，/-zɪts/，官方名稱為），简称麻州、麻省，是位於美國東北部的州，為美國獨立時最初的十三州之一，也是新英格蘭六州裡人口最密集的一个。该州的东方为大西洋及缅因湾，西南方为康乃狄克州，东南方为罗德岛州，西北方为佛蒙特州，东北方为新罕布什尔州，西边则为纽约州。马萨诸塞州的首府及最大城市為波士頓，是整个新英格兰地区的最大城市。该州为大波士顿都会区的所在地，对全美的历史、学术以及工业发展有着极为深远和巨大的影响。其最初以农业、渔业以及贸易为经济支柱，而随着工业革命，该州经济开始向制造业转型。到了20世纪，马萨诸塞州经济又开始向服务业转型。今天的马萨诸塞州，是全球生物技术、工程、高教、金融以及航运领域的领导者。
马萨诸塞州最早是英国的殖民地。1620年，五月花号的清教徒建立了普利茅斯殖民地。1630年，以该地原住民马萨诸塞人而得名的麻薩諸塞灣殖民地又在波士顿和塞勒姆建立了定居点。1692年，塞勒姆及其周边地区发生了集體歇斯底里事件，即塞勒姆审巫案。1777年，亨利·诺克斯将军在春田市成立了春田兵工厂，在工业革命期间促进了很多技术的进步，其中包括可互换零件技术的推广。1786年，谢斯起义爆发，对美利坚合众国制宪会议造成了一定的影响。18世纪，由于北安普敦传教士喬納森·愛德華茲的传教活动，新教会的第一次大觉醒运动迅速席卷了英国本土及十三殖民地。到了18世纪末期，发生在波士顿的倾茶事件成为了美国独立战争的导火索，使得波士顿成为了美国“自由的摇篮”。
马萨诸塞州在整个美国科学、商业和文化的发展中都扮演了不可或缺的角色。在美国内战之前，马萨诸塞州是废奴运动、禁酒运动和超验主义运动的中心。而篮球和排球这两项运动皆于19世纪末期诞生于马萨诸塞州，其中篮球诞生于春田，排球诞生于霍利奥克。2004年，马萨诸塞州成为了全美第一个承认同性婚姻的州。美国很多政治家族都来自马萨诸塞州，其中包括亚当斯家族和肯尼迪家族。位于该州的哈佛大学为美国历史最悠久的大学，同时也是捐赠基金最多的大学，目前美国最高法院很多法官都毕业于哈佛法学院。剑桥的肯德尔广场被称为“地球上最具创新精神的一平方英里”，因为自2010年以来，该广场附近出现了大量创业型初创企业。哈佛大学和麻省理工学院均位于马萨诸塞州剑桥，二者均为全世界最负盛名的学术机构之一。《世界人口评论》称，马萨诸塞州居民的平均智商超过104，是美国所有州中最高的，该州公立学校学生的学习成绩在世界上名列前茅。该州一直都是全美最宜居的州之一，但其生活成本在美国亦位居前列。

## 词源
马萨诸塞湾殖民地是以居住在这里的原住民马萨诸塞人命名的，而马萨诸塞人的名字很可能源自于万帕诺亚格语“Muswachasut”，由“mus(ây)”（大）、“wach8”（山）、“-s”（身材矮小的）和“-ut”（表示方位格）这几个词根组成。因此这个单词可以翻译为“靠近大山”或“靠近蓝山”，其中蓝山位于米尔顿和坎顿的交界处。除此之外，“马萨诸塞”也很有可能来源于莫斯韦图塞特小丘，意为“像箭头一样的山”。这座山位于昆西，其发现者为普利茅斯殖民地的军官迈尔斯·斯坦迪什和万帕诺亚格人向导史广多。
该州的官方英文名称为Commonwealth of Massachusetts。虽然在名称中带有“Commonwealth”，但是这并不意味着该州政治地位与其他州有任何不同。该名称是1779年约翰·亚当斯在编撰马萨诸塞州第二版宪法的时候决定的，因为这个词更具有共和的意味，与其他美洲殖民地形成了鲜明的对比。

## 历史

### 前殖民时代
在欧洲殖民者到来之前，该地居住着很多使用阿尔冈昆语的原住民，诸如万帕诺亚格人、纳拉甘西特人、尼普穆克人、波孔图克人、莫希干人以及马萨诸塞人。虽然这些原住民有时也会种植南瓜及玉米，但是他们大部分的食物还是通过狩猎、采集和捕鱼取得。他们的村庄主要由维格沃姆和长屋组成，部落的领导人则是男性或女性的酋长。

### 殖民时代
17世纪早期，很多原住民在与欧洲人接触之后死于源自于旧大陆的传染病。在1617年到1619年间，大约90%的马萨诸塞湾原住民死于天花。

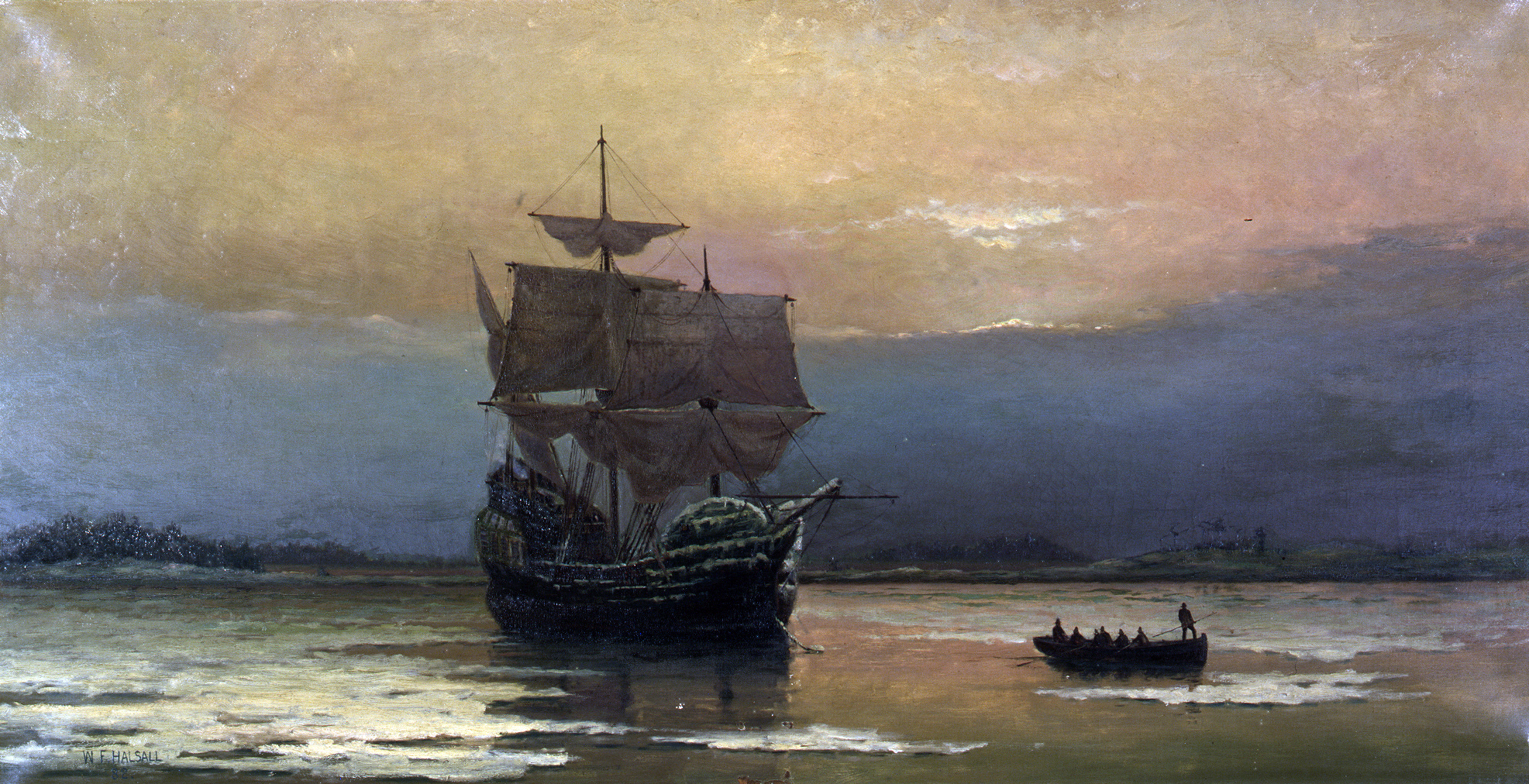
普利茅斯港的五月花号，威廉·霍尔绘。1620年，清教徒们建立了普利茅斯殖民地

第一批来到马萨诸塞的英国移民是清教徒，他们于1620年乘“五月花”号抵达普利茅斯，并与当地的万帕诺亚格人建立了友好关系。这是继詹姆斯敦殖民地之后，英国在后来成为美国的北美地区成功建立的第二个永久殖民地。清教徒在新大陆第一次获得丰收后，他们连续进行了三天的庆祝活动，这就是感恩节的由来。这些清教徒和后续来到美洲的清教徒于1630年在今天位于波士顿的地方建立了马萨诸塞湾殖民地。
清教徒认为英国国教需要净化，这导致他们时常受到英国当局的骚扰，因此他们打算在马萨诸塞建立一个理想化的宗教社会。与普利茅斯殖民地不同的是，马萨诸塞湾殖民地是1629年根据皇家宪章建立的。在马萨诸塞湾殖民地和普利茅斯殖民地建立后不久，其他很多殖民地也开始在新英格兰地区涌现。由于宗教和政治分歧，马萨诸塞湾殖民地驱逐了安妮·哈钦森和罗杰·威廉姆斯等持不同政见者。1636年，威廉斯建立了罗得岛殖民地，几年后哈金森加入了他的队伍。当时宗教并不宽容，甚至有贵格会传教士被公开鞭打和监禁。
1641年，马萨诸塞殖民地开始向内陆扩张，获得了康涅狄格河河谷和斯普林菲尔德定居点，但是与康涅狄格殖民地产生了争端。这次扩张确立了后来马萨诸塞州的西南边界，但是因为因测量误差所造成的领土争端直到1804年才得到解决。
货币问题是殖民地的另一个问题。1652年，马萨诸塞殖民地的立法机关授权翰·赫尔进行钱币铸造工作。赫尔铸币厂在之后的30年间生产了多种硬币，其中包括著名的松树先令，直到因为经济与政治原因而停止。政治原因是主要因素，当时的英国国王查理二世认为赫尔铸币厂涉嫌叛国罪，按照法律可以判处英式车裂。
1691年，马萨诸塞湾殖民地和普利茅斯殖民地合并为马萨诸塞湾省。首任省长威廉·菲普斯任后不久，就在塞勒姆展开了猎巫行动，许多人因涉嫌使用巫术而被处以绞刑。
1755年，新英格兰地区发生了大地震，对马萨诸塞造成了严重的破坏。

### 独立战争

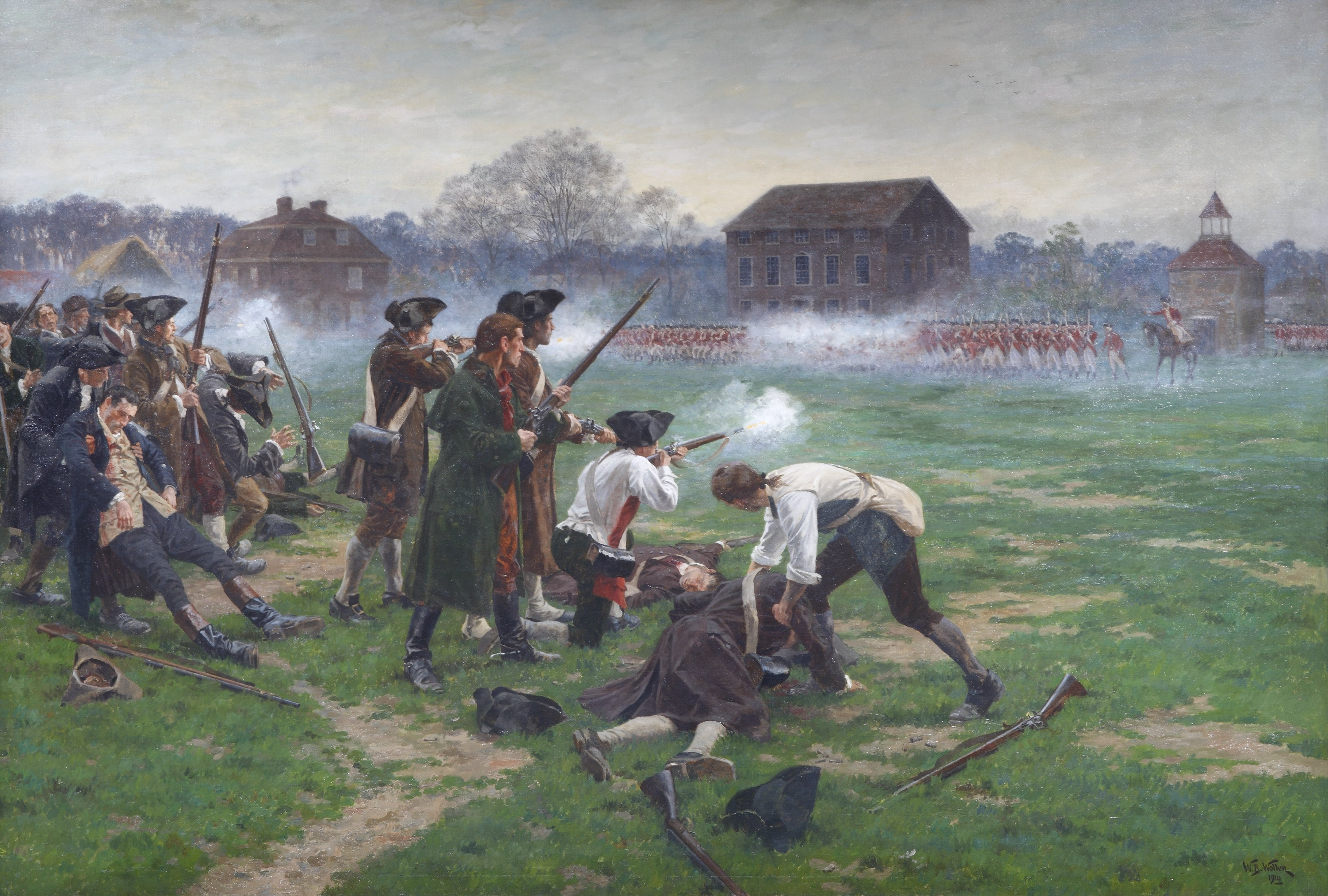
关于列克星敦和康科德战役的油画

马萨诸塞是美国独立运动的中心，该地长期以来和英国本土关系紧张，甚至早在1680年代就发生过多起针对英国的叛乱。1763年英法北美战争结束后，英国企图向殖民地征税，这一举动直接导致了抗税运动并最终演变成了1770年的波士顿大屠杀，而1773年的波士顿倾茶事件使得局势进一步恶化。作为报复，英国议会于1774年推出了《不可容忍法令》，该法令削弱了殖民地的自治权，更加激化了矛盾。借此契机，塞缪尔·亚当斯和约翰·汉考克等人举行了一系列反议会活动，导致了英国更进一步的报复，这也正是1775年十三殖民地团结一致对抗英国的原因。
发生在马萨诸塞的列克星敦和康科德战役普遍被当今史学家视为美国独立战争的第一枪。这次战役后，乔治·华盛顿接管了大陆军。华盛顿所取得的第一场胜利是发生在1775年至1776年间的波士顿围城战，最后以英军撤离波士顿而告终。萨福克县设立了一年一度的疏散日，以纪念波士顿围城战的胜利。在美国独立战争期间，沿岸的塞勒姆成为了私掠者们的聚集地，目前仅保留下来的私掠许可证文件就有1700份。在这期间，共800艘船参与了私掠活动，600艘英国船只遭到抢劫。

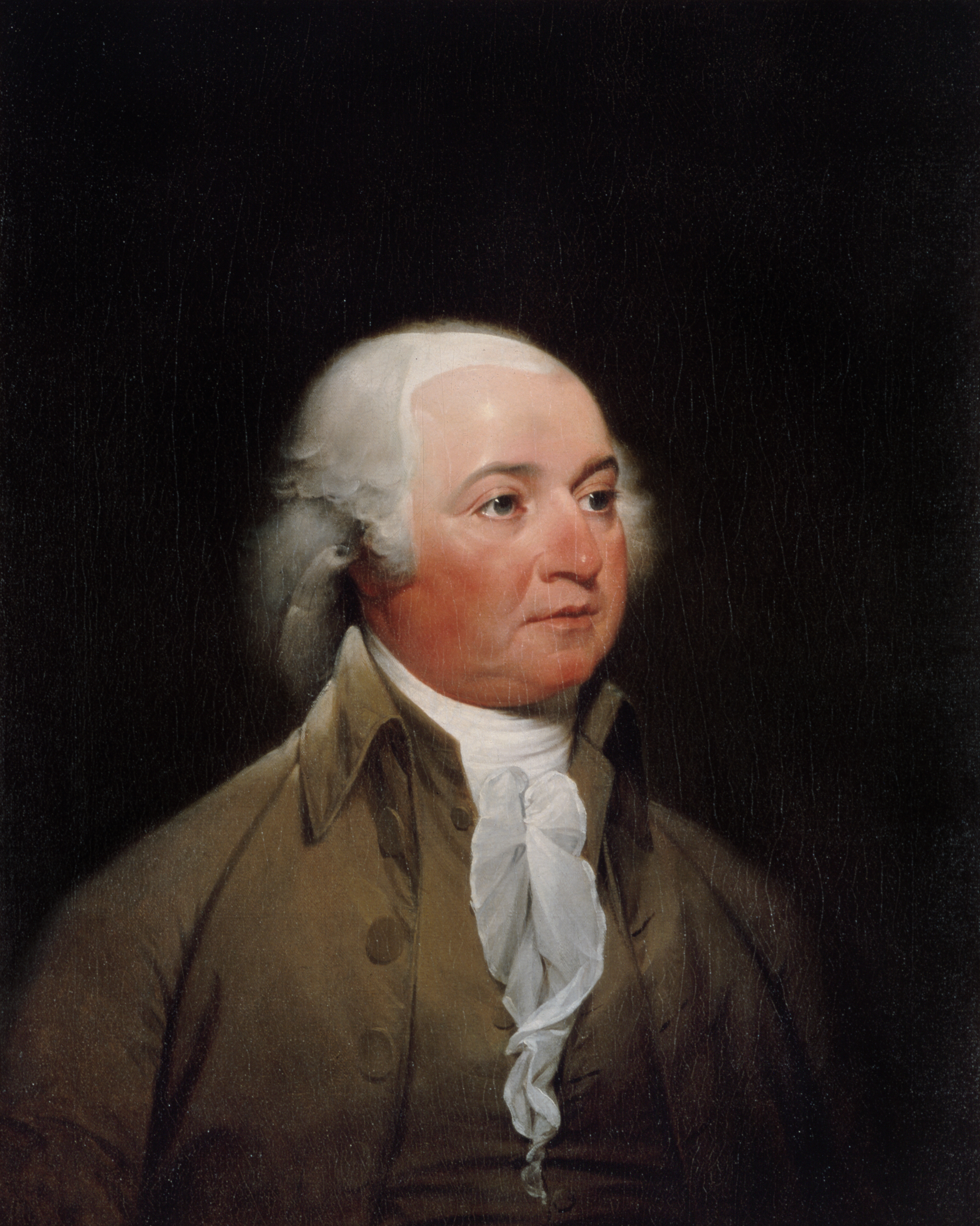
美国第二任总统约翰·亚当斯

### 建国初期
美国开国元勋约翰·亚当斯为波士顿人，被誉为“独立蓝图”。他曾参与马萨诸塞州宪法的修订工作并推动马萨诸塞州的废奴运动，使得马萨诸塞州成为美国第一个全面废除了奴隶制的联邦州。美国历史学家大衛·麥卡洛指出，约翰·亚当斯是美国历史上第一个将法院从行政机构中分离的人，这一创举奠定了三权分立的基础。（1777年通过的《佛蒙特宪法》是美国历史上第一部部分禁止奴隶制的宪法。虽然说佛蒙特州早在1791年就已经加入了美国，但是直到1858年才通过《佛蒙特个人自由法》全面禁止奴隶制。1780年的《宾夕法尼亚州逐渐废奴法案》使宾夕法尼亚州成为第一个通过法令废除奴隶制的州。）后来，亚当斯积极参与美国早期的外交事务，并接替华盛顿成为美国第二任总统。他的儿子约翰·昆西·亚当斯亦来自马萨诸塞州，后来成为了美国第六任总统。
1786至1787年间，由美国独立战争老兵丹尼尔·谢斯领导的谢斯起义爆发，企图夺取由联邦军控制的军械库（也就是今天的春田兵工厂），对马萨诸塞州造成了严重的破坏。这次起义促使联邦政府推出了更加强有力的全国宪法，以取代原有的《联邦条例》。1788年2月6日，马萨诸塞州成为第六个批准美国宪法的州。

### 19世纪
1820年，根据密苏里妥协，缅因州脱离了马萨诸塞州成为美国第23个州。

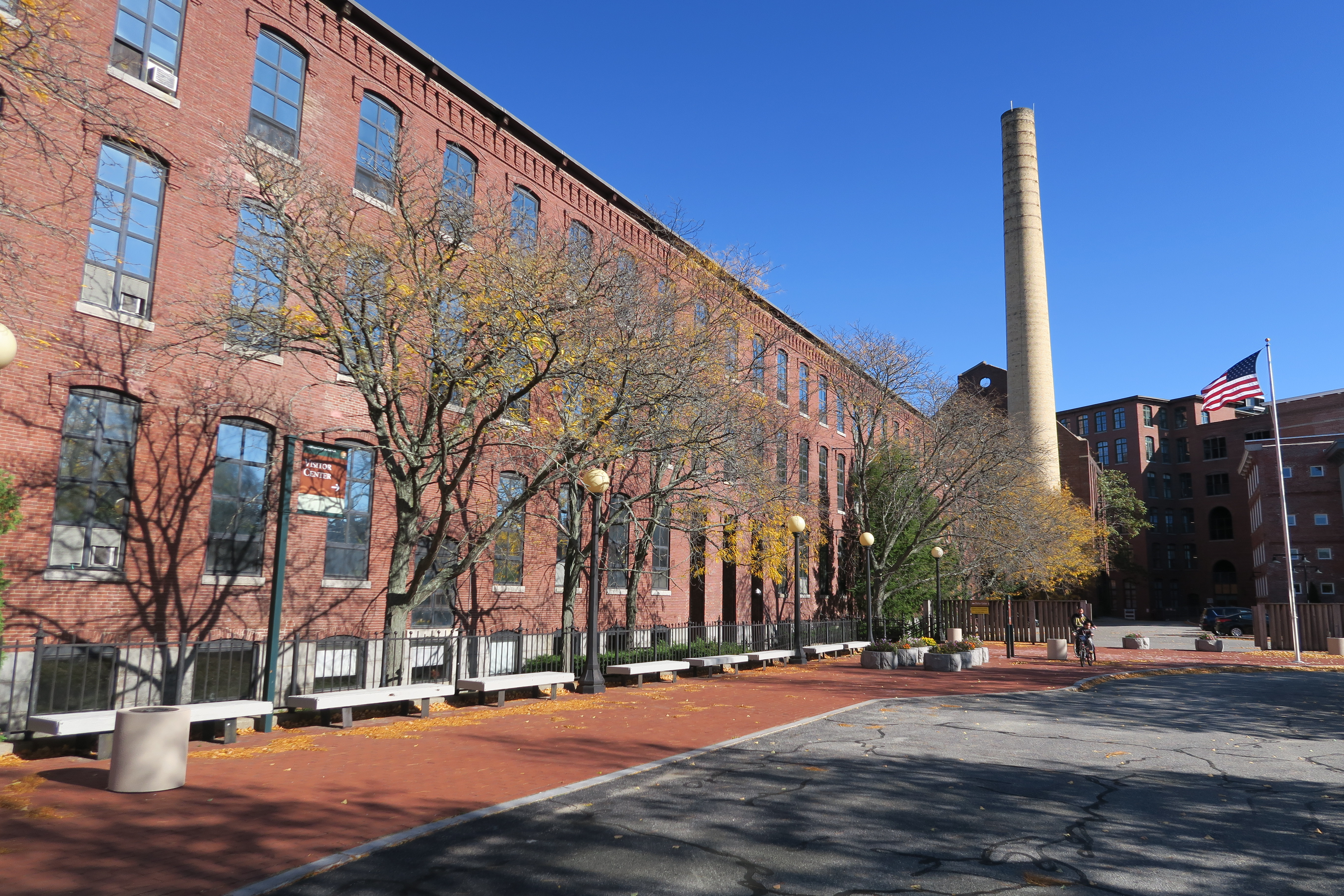
马萨诸塞州正是基于纺织业得以在工业革命中成为领导者

在19世纪，马萨诸塞州为美国工业革命的领导者，在波士顿以及洛厄尔附近有大量的纺织以及制鞋工厂，在春田附近也存在着大量的工具生产、纸张制造以及纺织工厂。在这一时期，马萨诸塞州的经济正在从农业主导转型为工业主导，而工业生产所需能源也从水力转型为蒸汽动力。运河的开凿以及铁路的修建也为生材料及产品的运输提供了帮助。一开始这些工厂的劳动力来源于周围的农场，到了后来，欧洲以及加拿大移民也被吸引了过来。
尽管马萨诸塞早在17世纪就设立了第一个蓄奴的殖民地，但是在南北战争以前，马萨诸塞州为美国废奴主义以及进步主义运动的中心。在贺拉斯·曼的努力下，该州的教育水平也位居美国前列。而出身于马萨诸塞州的亨利·戴维·梭罗与拉尔夫·沃尔多·爱默生对美国哲学研究做出了很大的贡献。除此之外马萨诸塞州还是超验主义运动的发源地，其参与者强调自然世界和情感对人类的重要性。
虽然马萨诸塞州在很早就出现了反对废奴的呼声，甚至在1835年至1837年间发生过多起反对废奴的骚乱，但是在接下来的几十年里，反对奴隶制的呼声在不断增加。废奴主义者约翰·布朗和索杰纳·特鲁思分别住在马萨诸塞州斯普林菲尔德和北安普顿，而弗雷德里克·道格拉斯住在波士顿，苏珊·安东尼住在马萨诸塞州的亚当斯。正是由于这些人的不懈努力，使得马萨诸塞州在南北战争期间做出了一些行动。马萨诸塞州是第一个招募、训练和武装一支由白人军官指挥黑人士兵军团，即马萨诸塞州第54步兵团的州。1852年，马萨诸塞州成为全美第一个通过义务教育法的州。

### 20世纪
在20世纪初期，随着数个制造业公司迁出，马萨诸塞州的制造业经济开始陷入衰退。到了20世纪的20年代，由于美国中西部以及美国南部的制造业兴起，再加上大萧条的影响，马萨诸塞州的纺织、制鞋以及精密机械行业不可避免的陷入了衰退。这一衰退一直持续到了20世纪的下半叶。1950至1979年间，马萨诸塞州的纺织行业的从业人员的数量从264,000人下降到了63,000人。尤其是1969年春田兵工厂的停业刺激了马萨诸塞州西部的高薪工作外流，在20世纪最后40年的去工业化过程中，马萨诸塞州损失惨重。
马萨诸塞州在第二次世界大战期间生产了全美所有军备的3.4%，在美国所有州中排名第十。二战结束后，马萨诸塞州东部的经济开始从重工业主导转型为服务业主导。在这一时期，政府合同、私人投资和研究设施的建设改善了产业环境，失业率随之降低，个人薪酬有所增加。郊区也开始实现都市化，在马萨诸塞州的128号公路旁边有很多高科技公司如雨后春笋般冒了出来，吸引了很多受过高等教育的人前来定居。
1987年，马萨诸塞州获得了中央动脉隧道工程，也就是“大开掘”工程的联邦资助，是当时最大的联邦工程项目。该项目计划在波士顿市中心修建一条隧道，并对其他一些主干道做出调整。该项目自始至终都存在着大量的争议，甚至存在不少贪污腐败以及管理不善的指控，预算也由最初的25亿增加到150亿美元。尽管批评的声音很多，但是该工程最终使得波士顿城区的面貌焕然一新。这条隧道连接了之前被高速公路所分割的几片区域，并改善了一些地面线路的交通环境。

#### 20世纪著名政治家

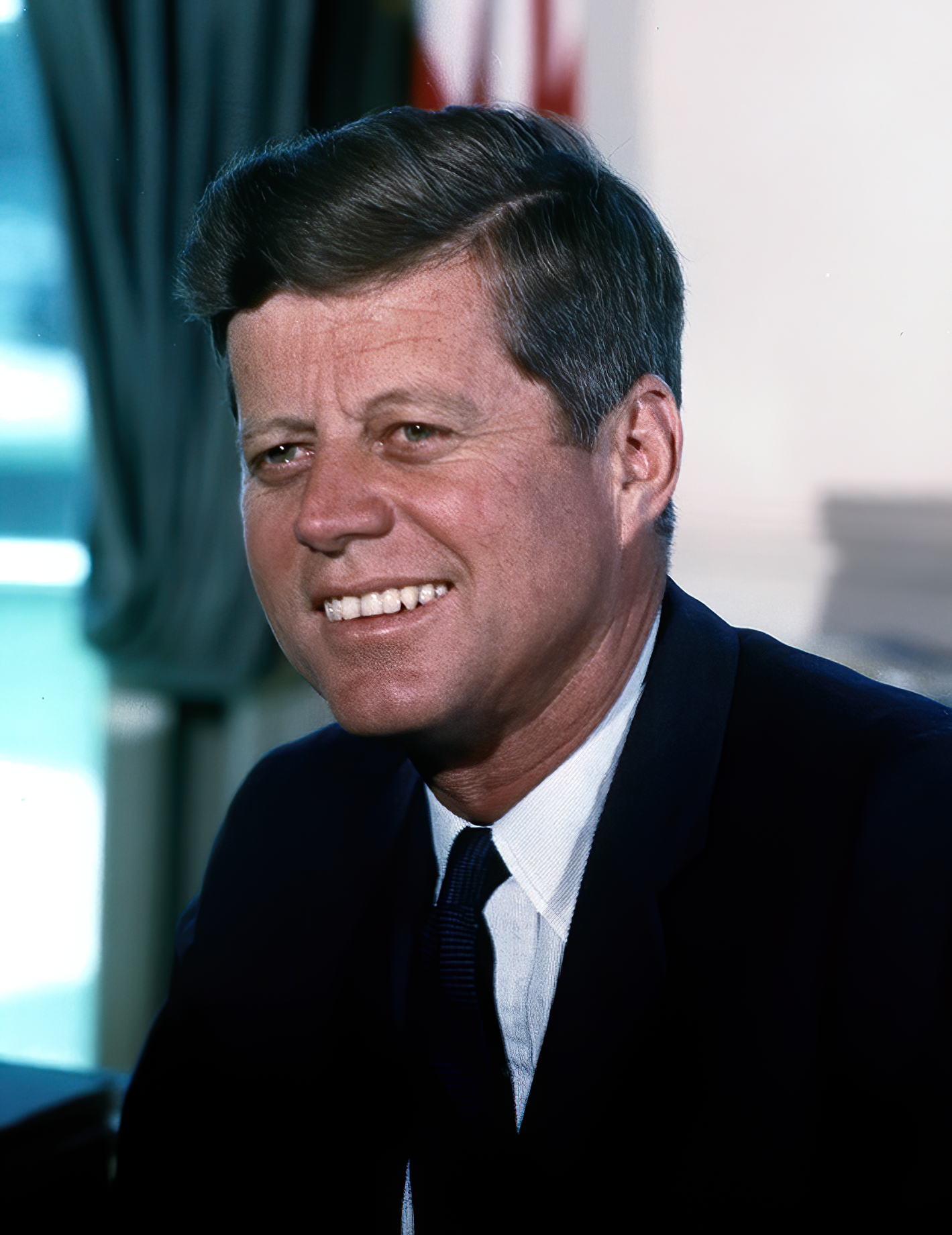
约翰·肯尼迪出生在马萨诸塞州，是美国第三十五任总统

肯尼迪家族在20世纪麻萨诸塞州政治中占有非常重要的地位。美国总统约翰·肯尼迪、马萨诸塞州联邦参议员泰德·肯尼迪以及国际特殊奥林匹克组织的创办人之一尤妮斯·玛丽·肯尼迪皆为商人及驻英大使老约瑟夫·P·肯尼迪的子女。1966年，爱德华·布鲁克当选联邦参议员，为美国首位民选非洲裔参议员。美国第41任总统乔治·H·W·布什于1924年出生于米尔顿。其他联邦层面的政治家包括20世纪60年代的众议院议长约翰·W·麦科马克和提普·奥尼尔，后者从1977年到1987年担任众议院议长，是美国历史上连续任职时间最长的众议院议长。

### 21世纪
2004年5月17日，马萨诸塞州成为美国第一个将同性婚姻合法化的州。2003年11月，马萨诸塞州最高法院裁定，将同性婚姻排除在民事婚姻权利之外是违宪的。这项法令最终于2015年被美国最高法院认可。
2004年，赢得民主党总统候选人提名的马萨诸塞州参议员约翰·克里以微弱劣势输给了时任总统乔治·W·布什。8年后，前马萨诸塞州州长米特·罗姆尼（共和党候选人）在2012年输给了巴拉克·奥巴马。又过了八年，马萨诸塞州参议员伊丽莎白·沃伦在2020年总统选举的民主党初选中处于领先地位，但她后来又退出了竞选，转而支持乔·拜登。

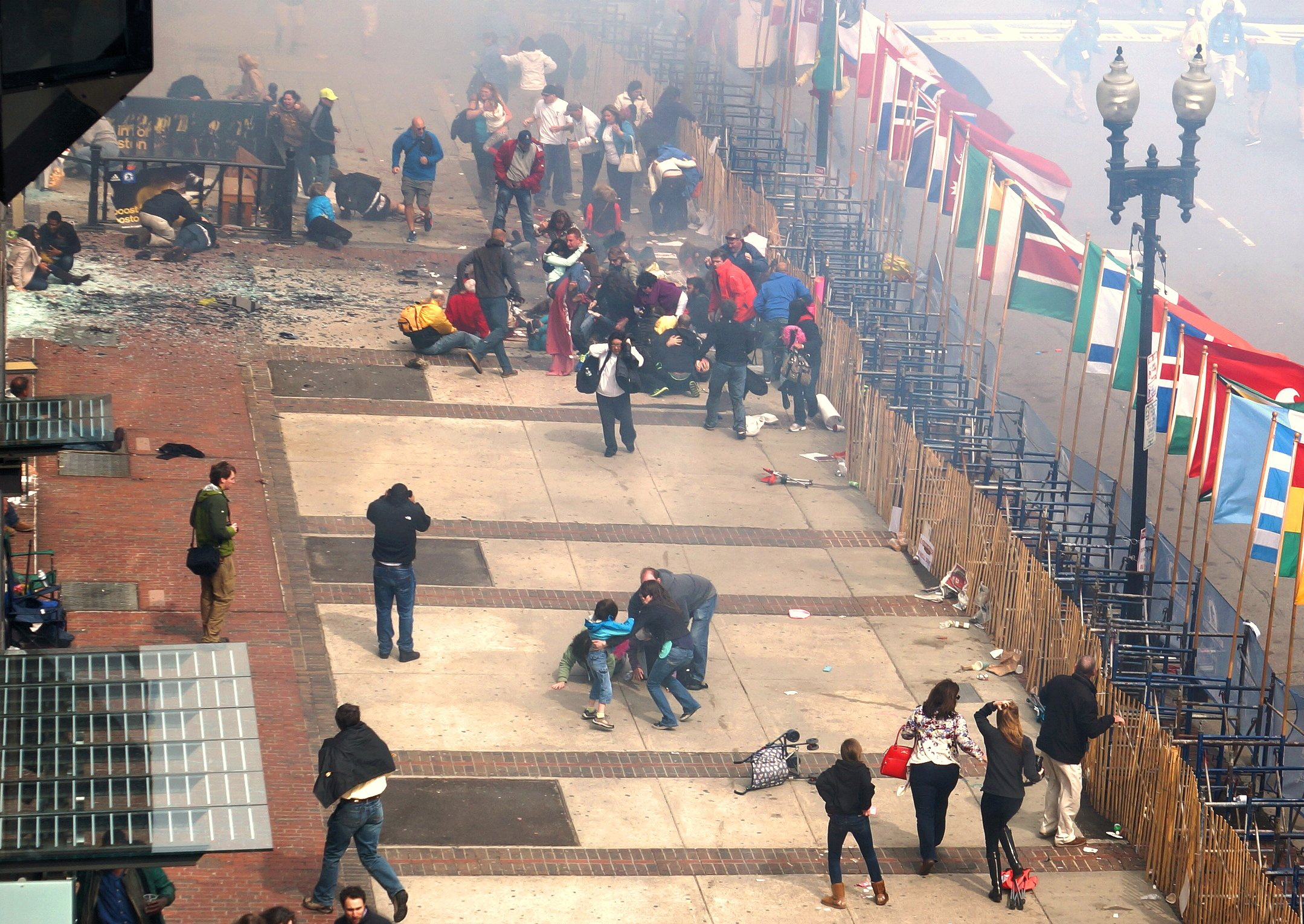
波士顿马拉松爆炸案

2013年4月15日，美国东部时间下午2点49分左右，波士顿马拉松赛终点线附近发生了两起高压锅炸弹爆炸事件。爆炸共造成3人死亡以及大约264人受伤。美国联邦调查局后来确认嫌疑人为焦哈尔·察尔纳耶夫和塔梅尔兰·察尔纳耶夫兄弟。在随后数千名执法人员搜查了附近沃特敦的20个街区后，搜捕行动于4月19日结束。焦哈尔后来表示，他的动机完全是受伊斯兰极端主义信仰所驱使，并从阿拉伯半岛基地组织的在线杂志《Inspire》中学会了制造爆炸装置。
2016年11月8日，马萨诸塞州投票通过了大麻合法化的倡议，这一事件在2016年的美国总统大选中也成为了重要议题。

## 地理

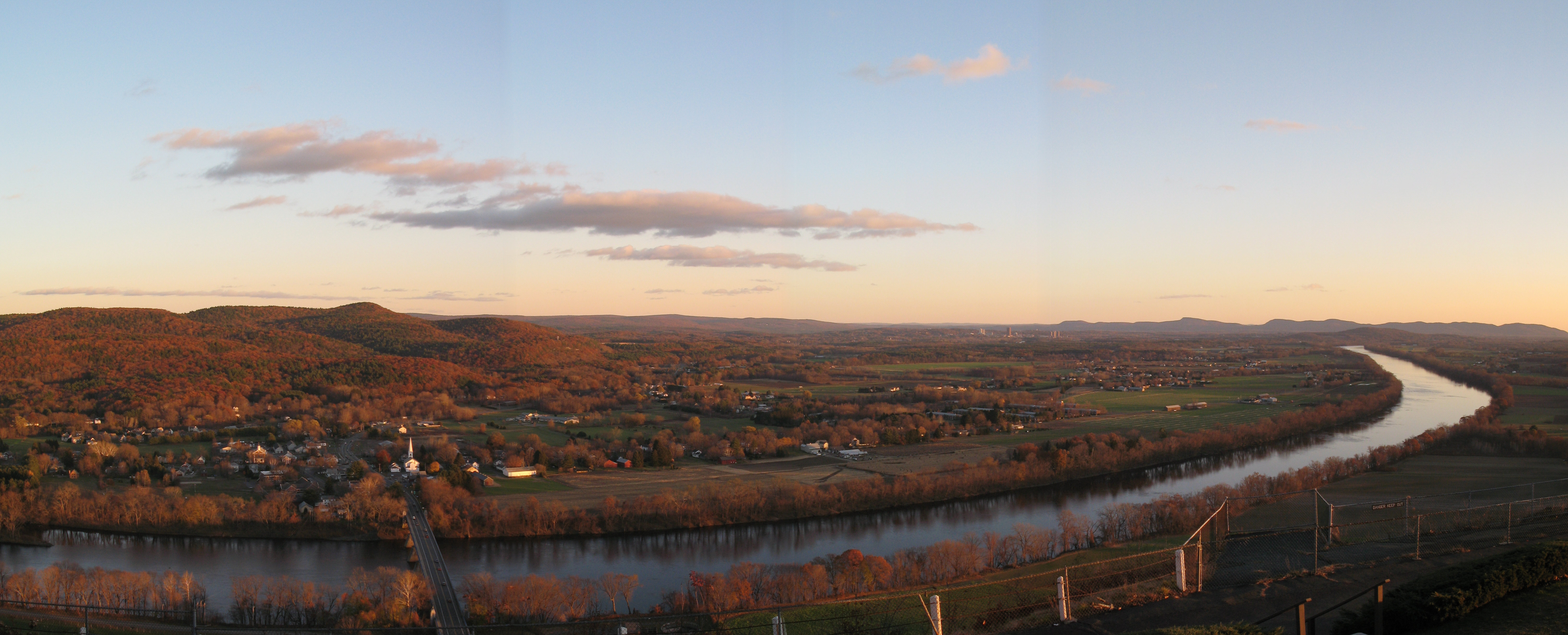
南迪尔菲尔德先锋谷中北部的一部分

马萨诸塞州为美国第七小的州，位于美国东北部的新英格兰地区，其面积为10,555平方英里（27,340平方），水域率为25.75%。该州的最大城市为波士顿，位于马萨诸塞湾的最深处，同时也是查尔斯河的入海口。
尽管马萨诸塞州面积不大，但是却拥有很多独特的地貌。该州的大部分人口都位于东部的大波士顿地区，这一区域还包括独特的鳕鱼角半岛。西边则是中马萨诸塞的农村地带，康涅狄格河在其中流过。马萨诸塞州的最高地带为位于该州西部边界的伯克高地，属于阿巴拉契亚山脉的组成部分。
马萨诸塞州的部分自然与历史遗迹由美国国家公园管理局负责管理。除了12个国家历史遗址、地区和生态走廊外，国家公园管理局还管理着鳕鱼角国家海滨公园和波士顿港口群岛国家休闲区。除此之外，美国保育及休闲局也在负责维护马萨诸塞州的部分公园、游径以及海滩。

### 生态

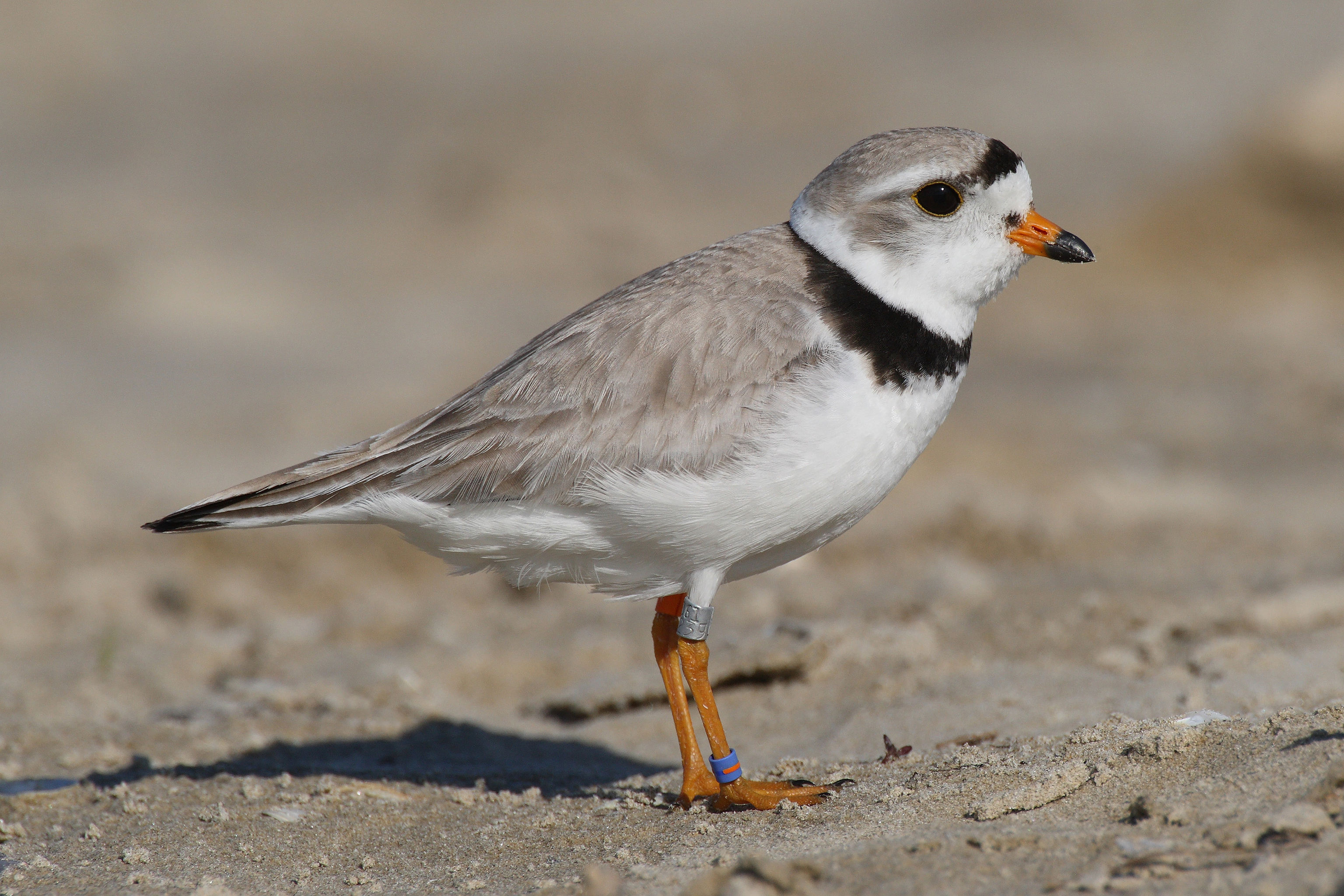
马萨诸塞州的许多沿海地区为笛鸻等物种提供了繁殖地

马萨诸塞州内陆地区的主要生物群落是温带落叶林。虽然说马萨诸塞州的大部分土地都被开垦为农业用地，真正的原始森林所剩无几，然而随着农田被遗弃，许多地方又重新开始了次生演替的过程。到目前为止，整个马萨诸塞州共有62%的面积被森林所覆盖。全州受人类活动影响最严重的地区当属东边的大波士顿地区以及西边的斯普林菲尔德大都会区，同时还包括康涅狄格河谷的农业区。该州共有219种濒危物种。
许多物种在日益城市化的马萨诸塞州也能生活得很好。游隼利用大城市的办公大楼作为筑巢的地方，而郊狼的数量在最近几十年一直在增加，它们的食物包括人类产生的生活垃圾和被车撞死的动物。白尾鹿、浣熊、野生火雞和灰松鼠在整个马萨诸塞州都很常见。而在马萨诸塞州西部广袤的农村地带，由于退耕还林，很多巨型哺乳动物（如驼鹿和美洲黑熊）都得以重返家园。
马萨诸塞州地处大西洋鸟道沿线，是东海岸大雁迁徙的主要路线。马萨诸塞州中部有很多湖泊，为水禽提供了充足的食物以及栖息地。可即使如此，一些普通潜鸟的数目仍在不断减少。每年冬天都有大量的长尾鸭来到楠塔基特岛过冬。该州的一些近海小岛和沙滩是红燕鸥的家园，同时也是近危物种笛鸻的重要繁殖地。很多自然保护区，如莫诺莫伊国家野生动物保护区，为许多海鸟以及灰海豹在内的诸多野生动物提供了重要的繁殖栖息地。自2009年以来，在鳕鱼角沿岸水域发现和标记的大白鲨数量开始显著增加。
马萨诸塞州的淡水鱼种类包括鲈鱼、鲤鱼、鲶鱼和鳟鱼，而海洋生物如大西洋鱈、黑线鳕和美国龙虾通常在近海水域繁殖。该州其他的海洋生物还有港海豹、濒危的北大西洋露脊鲸、座头鲸、长须鲸、小须鲸以及大西洋白边海豚。
欧洲玉米螟是一种常见的农业害虫，于1917年首次在马萨诸塞州波士顿附近被发现。

### 气候

按照柯本气候分类法进行划分的马萨诸塞州

马萨诸塞州的大部分属于地区温带大陆性湿润气候，冬季较为寒冷，夏季较为温暖。该州西南部的沿海地区则属于副热带湿润气候。由于马萨诸塞州夏季比较炎热，因此该州鲜有海洋性气候，不过巴恩斯特布尔县是个例外。波士顿的气候在整个马萨诸塞州都具有代表性，夏季最高温度约为81 °F（27 °C），冬季最高温度为35 °F（2 °C），而且相当潮湿。受到该州盛行的内陆风影响，即使在沿海地区，整个冬天也经常结霜。由于马萨诸塞州临近大西洋，因此很容易受到东北风暴、飓风和热带风暴的影响。
| 城市         | 七月 （°F） | 七月 （°C） | 一月 （°F） | 一月 （°C） |
| ------------ | ----------- | ----------- | ----------- | ----------- |
| 波士顿       | 81/65       | 27/18       | 36/22       | 2/−5        |
| 伍斯特       | 79/61       | 26/16       | 31/17       | 0/−8        |
| 斯普林菲尔德 | 84/62       | 27/17       | 34/17       | 1/−8        |
| 新贝德福德   | 80/65       | 26/18       | 37/23       | 3/−4        |
| 昆西         | 80/61       | 26/16       | 33/18       | 1/−7        |
| 普利茅斯     | 80/61       | 27/16       | 38/20       | 3/−6        |

## 环境问题

### 气候变化
马萨诸塞州的气候变化对该州的城乡环境、林业、渔业、农业以及沿海地区的发展都造成了一定的影响。美国东北部气候变暖的速度已经超过了全球平均值，预计到2035年将会比工业革命前高出2°C。根据美国国家环境保护局的报告，截至2016年8月马萨诸塞州的平均气温比工业革命前上升了超过1.1摄氏度，为全美平均值的两倍。气候变暖对降水也造成了一定的影响，在1895年至2011年间，美国东北部的平均降水量增加了10%，强降水量增加了70%。冬季和春季的降水量增加最为显著，这是由于气温增加导致积雪提前融化，这使得夏季反而变得更为干燥。
马萨诸塞州的气候变化同时也导致了建筑环境和生态系统的变化。气候变化所导致的风暴仅在波士顿一地就造成了50亿到1000亿美元的损失。除此之外，气候变化也会造成沿海房屋、道路以及其他基础建设的损坏。气候变暖还会扰乱动植物的生命活动，尤其是植物开花以及鸟类迁徙。这会导致一系列连锁反应，包括鹿的数量增加，从而导致小型动物用于藏身的灌木减少。气候变暖对人类的身体健康也能造成不利影响，由于温度超过45 °F（7 °C）时蜱虫会传播疾病，导致了莱姆病的加速传播。除此之外，气温的升高也会导致蚊子更为活跃，加剧了西尼罗河病毒的传播。
为了应对这一变化，马萨诸塞州能源与环境事务执行办公室制定了该州经济脱碳的方案。2020年4月22日，马萨诸塞州能源和环境事务部长凯瑟琳·A·西奥哈里斯发布了一份关于全州2050年碳排放限额的决议。西奥哈里斯还强调，气候变暖已经对马萨诸塞州造成了高达600亿美元的损失。为保证平均气温相较于工业革命之前上升不超过1.5 °C，马萨诸塞州将尽力实现碳中和，这意味着到2050年时碳排放量将会下降85%。

### 相关倡议
为了鼓励民众使用可再生能源以及节能的家用电器，马萨诸塞州出台了很多相应的奖励措施。伯克希尔天然气公司、黑石天然气公司、海角光公司、永源能源、自由公用事业公司、英国国家电网公司和优尼特公司与州政府联合推出了一个名为“马萨省”（Mass Save）的项目，旨在鼓励房东和租户使用高效节能的暖通空调及其他家用电器。在这个项目中，如果住户使用有能源之星认证的自動調溫器，那么使用者就可享有100美元的折扣。除此之外热水器、空调、洗衣机和烘干机以及热泵等其他节能电器也可以享有这个项目的福利。
“马萨省”是2008年德瓦尔·帕特里克担任州长期间于《绿色社区法案》中提出的项目。《绿色社区法案》的主要目的是减少该州化石燃料的消耗量，同时鼓励提高能效的科技创新。除此之外，这项法案还要求公用事业的项目管理者投资于节约能源的领域，而不是能源开采领域。这一项目在马萨诸塞州由多方负责管理事宜，其中包括NSTAR、国家电网、西马萨诸塞州电力公司、海角光公司、优尼特公司和伯克夏天然气公司，除此之外马萨诸塞州能源资源部和能源效率咨询委员会也拥有该项目的管理权。
“马萨省”还给房东、租户以及小型企业提供免费的房屋节能评估服务，并给他们提供节能方面的教育，让他们了解如何才能更好的实现节能减排。在房屋评估期间，“马萨省”免费提供由能源之星认证的LED灯泡、电源带、低流量淋浴喷头、水龙头曝气器和高效恒温器。此外，“马萨省”还负责修补房屋内部的漏洞并加装隔热设施，以减少空调的耗电量。隔热材料的加装服务享有75%以上的折扣。受到COVID-19的影响，很多评估服务改为线上进行，居民可通过互联网或电话预约线上评估服务。
马萨诸塞州税务局会对安装太阳能电池板的居民提供税务减免奖励。除了联邦住宅可再生能源税务抵免外，马萨诸塞州居民还可以享受该项目最高15%的税收抵免。只要住户安装了太阳能电池板，该户居民就有资格享有净计量电价的优惠。某些城市的电价高达1.20美元每瓦，相当于于25千瓦以下光伏模组成本的50%。马萨诸塞州能源资源部也曾经为低收入居民提供低息的贷款支持，不过此项福利目前已经于2020年12月31日终止。
为了鼓励民众使用可再生能源，马萨诸塞州能源资源部又提出了一项关于电动车的补贴计划，居民购买或租赁电动汽车可获得最高2,500美元的补贴，购买或租赁插电式混合动力汽车可获得最高1,500美元的补贴。马萨诸塞州民众可以同时享有美国能源部和马萨诸塞州能源资源部的电动车补贴。
2020年底，贝克政府发布了一份“脱碳路线图”，目标是到2050年实现碳中和。为了实现该目标，贝克政府计划投资海上风能及太阳能领域，并要求从2035年开始所有销售的新汽车都为电动车或氢动力车。

## 人口
| 调查年          | 人口      | 备注 | %±    |
| --------------- | --------- | ---- | ----- |
| 1790            | 378,787   |      | —     |
| 1800            | 422,845   |      | 11.6% |
| 1810            | 472,040   |      | 11.6% |
| 1820            | 523,287   |      | 10.9% |
| 1830            | 610,408   |      | 16.6% |
| 1840            | 737,699   |      | 20.9% |
| 1850            | 994,514   |      | 34.8% |
| 1860            | 1,231,066 |      | 23.8% |
| 1870            | 1,457,351 |      | 18.4% |
| 1880            | 1,783,085 |      | 22.4% |
| 1890            | 2,238,947 |      | 25.6% |
| 1900            | 2,805,346 |      | 25.3% |
| 1910            | 3,366,416 |      | 20.0% |
| 1920            | 3,852,356 |      | 14.4% |
| 1930            | 4,249,614 |      | 10.3% |
| 1940            | 4,316,721 |      | 1.6%  |
| 1950            | 4,690,514 |      | 8.7%  |
| 1960            | 5,148,578 |      | 9.8%  |
| 1970            | 5,689,170 |      | 10.5% |
| 1980            | 5,737,037 |      | 0.8%  |
| 1990            | 6,016,425 |      | 4.9%  |
| 2000            | 6,349,097 |      | 5.5%  |
| 2010            | 6,547,629 |      | 3.1%  |
| 2020            | 7,029,917 |      | 7.4%  |
| 2022年估计      | 6,981,974 |      | −0.7% |
| [ 188 ] [ 189 ] |           |      |       |

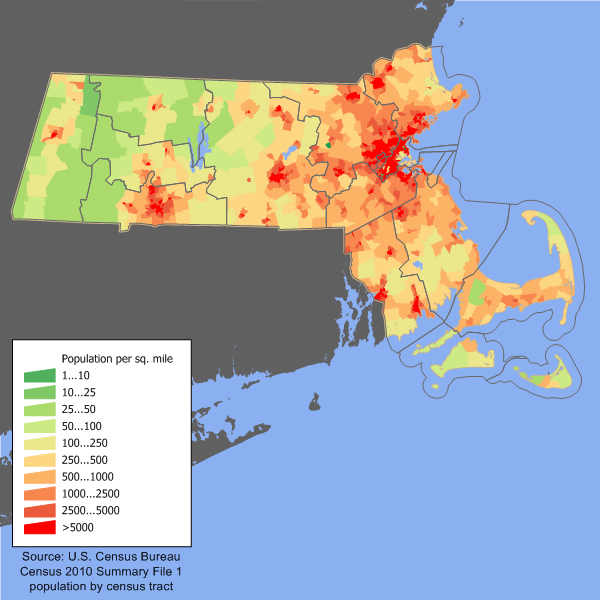
马萨诸塞州的人口分布图

根据2020年美国人口普查结果显示，马萨诸塞州的总人口数量超过700万，与2011年普查时相比增加了7.4%。根据2015年的调查结果，马萨诸塞州是美国人口密度第三高的州，每平方英里有871人，仅次于新泽西州和罗德岛州。根据2014年的一项调查显示，马萨诸塞州共有1011811名居民出生于国外，占总人口数的15%。
大多数马萨诸塞州居民住在波士顿大都会区，该都会区包括波士顿及其周边地区，同时还包括大洛厄尔和伍斯特。除此之外，斯普林菲尔德大都会区也是一个主要的人口聚集地。不过从人口统计学上来讲，马萨诸塞州的人口中心位于纳蒂克镇。
和美国东北部的其他州一样，马萨诸塞州人口在20世纪末到21世纪初增长迅速。马萨诸塞州是新英格兰地区人口增长最快的州，也是美国增长第25快的州。良好的生活品质和优质的教育资源是该州人口快速增长的主要原因。
自2010年人口普查以来，外国移民对该州人口增长造成了很大的影响。根据人口普查局在2005年的一项研究结果，该州40%的外国移民来自于中美洲及南美洲，剩下的大部分来自于亚洲。许多斯普林菲尔德居民声称自己是波多黎各裔。马萨诸塞州许多地区的人口在2000年到2010年间呈现出相对稳定的增长趋势。波士顿远郊和沿海地区人口增长最快，而马萨诸塞州西部的伯克希尔县和科德角的巴恩斯特布尔县是2010年人口普查中仅有的两个人口减少县。
根据2014年的普查结果，该州48.4%的居民为男性，51.6%的居民为女性。同时，该州18岁以上的人口占79.2%，65岁以上的人口占14.8%。
根据住房与城市发展部向国会提交的年度无家可归者报告显示，马萨诸塞州全州约有15,507名无家可归者。

### 族裔
| 族裔             | 非混血 | 非混血 | 总计（包括混血） | 总计（包括混血） |
| ---------------- | ------ | ------ | ---------------- | ---------------- |
| 非拉丁裔白人     | 67.6%  | 67.6   | 71.4%            | 71.4             |
| 拉丁裔           | —      |        | 12.6%            | 12.6             |
| 非裔             | 6.5%   | 6.5    | 8.2%             | 8.2              |
| 亚裔             | 7.2%   | 7.2    | 8.2%             | 8.2              |
| 美洲原住民       | 0.1%   | 0.1    | 0.9%             | 0.9              |
| 太平洋诸岛原住民 | 0.02%  | 0.02   | 0.1%             | 0.1              |
| 其他             | 1.3%   | 1.3    | 3.6%             | 3.6              |

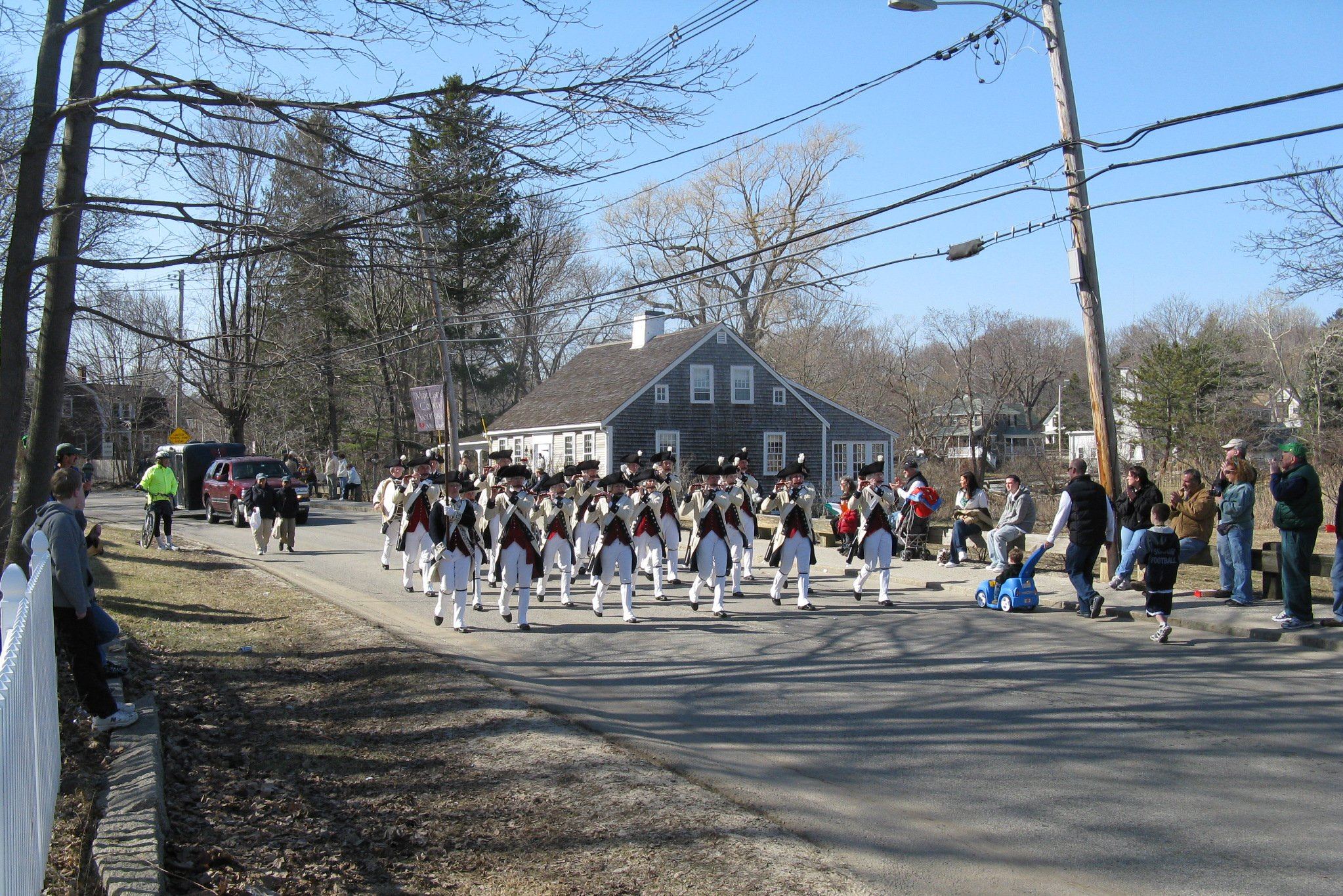
锡楚埃特市圣帕特里克节游行。该市是马萨诸塞州爱尔兰裔人口占比最高的城市，2010年的调查结果为47.5%。 爱尔兰裔是马萨诸塞州人口最多的族裔

该州人口最多的族群为非拉丁裔白人，但是其占比已经从1970年的95.4%下降到2020年的67.6%。根据2011年的调查结果，该州63.6%的新生儿为非拉丁裔白人，在一岁以下幼儿中，少数族裔（父母任何一方为非拉丁裔白人）占比为36.4%。造成这一现象的主要原因是非拉丁裔白人生育率过低，2017年该州非拉丁裔白人的总生育率为1.36，仅次于罗德岛州。
1795年，该州95%的居民为英裔。19世纪前期及中期，大量移民涌入马萨诸塞州。首先是19世纪40年代来源于爱尔兰的移民潮，使得该州25%的居民为爱尔兰裔，为该州最大族群。然后接踵而来的是魁北克以及欧洲的意大利、葡萄牙和波兰等地的移民。到了20世纪初期，一些非裔美国人移民到了马萨诸塞州，不过他们的人数不及移居到其他北方州的非裔。到了20世纪末期，拉丁美洲移民数量开始增加。在2014年，超过156,000名华裔在马萨诸塞州安家，波士顿的唐人街和曼哈顿的唐人街之间也设立了多条公交线路以供两地往返。马萨诸塞州还有大量的多米尼加人、波多黎各人、海地人、佛得角人和巴西人群体。波士顿南端、牙买加平原以及马萨诸塞州科德角附近的普羅威斯頓都是著名的同志村。

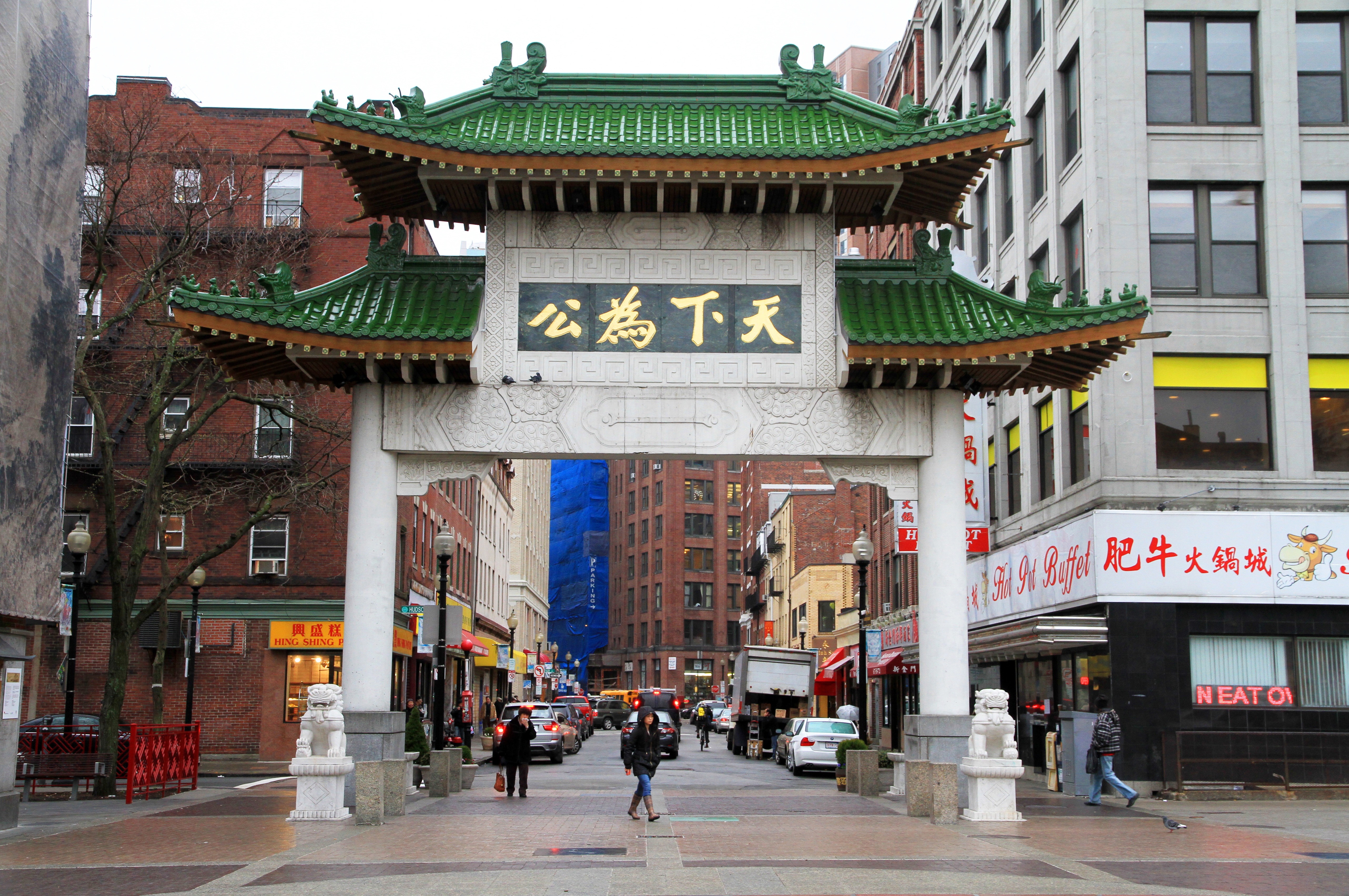
波士顿唐人街，内有大量的中国及越南餐馆

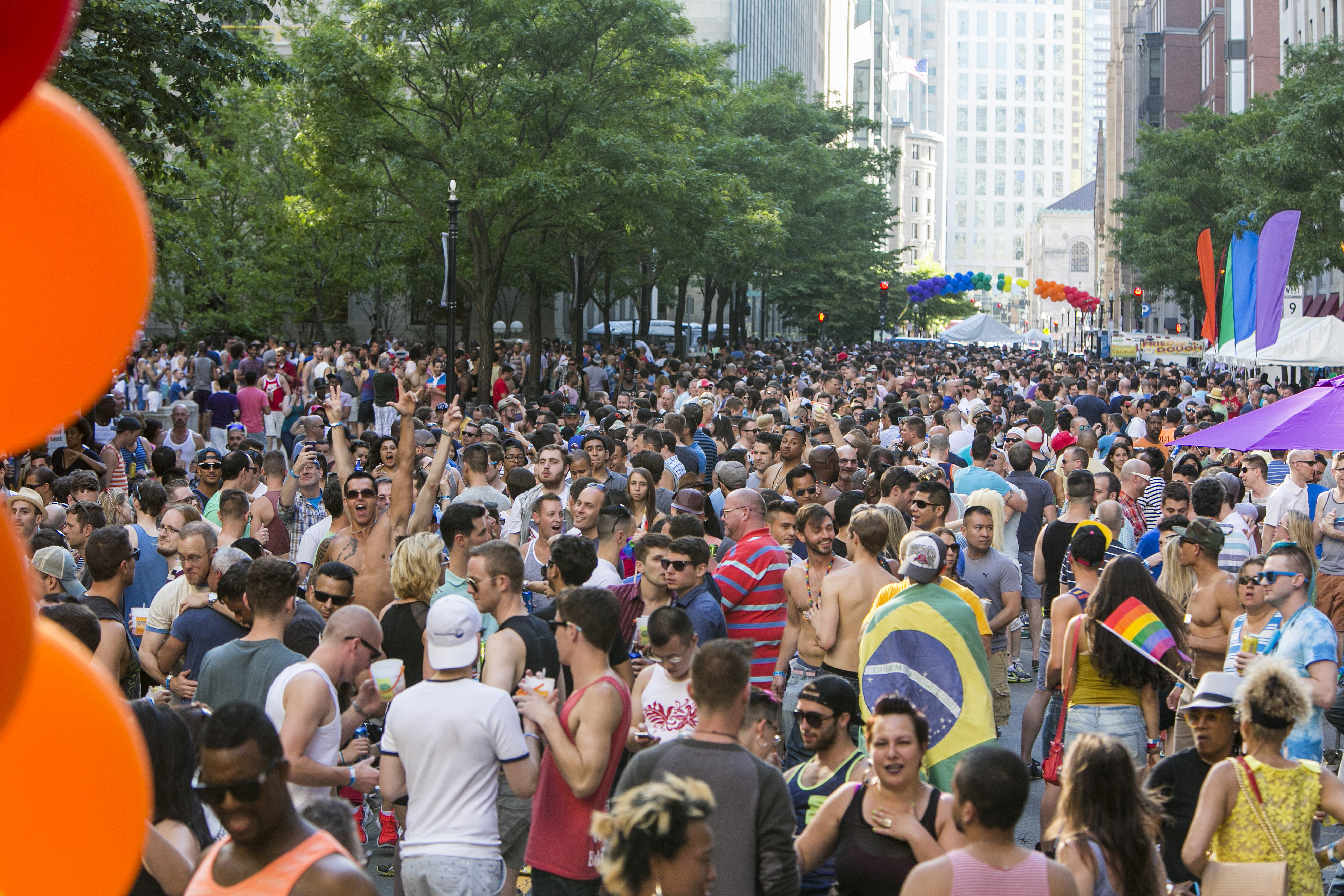
波士顿同志骄傲游行，每年六月举行。2004年，马萨诸塞州成为美国第一个将同性婚姻合法化的州

马萨诸塞州目前人口最多的群体是爱尔兰裔，约占全州总人口的22.5%，在诺福克县以及普利茅斯县的南部沿海地区甚至占到了40%以上（占两个县全县超过30%的人口）。意大利裔为该州第二大族群（13.5%），但在波士顿北部的部分郊区以及伯克夏尔县的部分城镇为最大族群。英裔为第三大族群（11.4%），在该州西部的一些城镇占多数。法裔和法裔加拿大人也占了很大一部分（10.7），在布里斯托尔、汉普顿和伍斯特县有相当多的人口。 洛厄尔拥有全美第二大柬埔寨裔社区。马萨诸塞州还有一个希腊裔美国人的小社区。根据美国社区调查，有83,701名希腊裔美国人零星散布在该州，约占该州总人口的1.2%。此外该州还有一些美洲原住民。万帕诺亚格人在玛莎葡萄园岛的阿奎纳与鳕鱼角的马什皮均拥有保留地，并且自1993年起就开始了母语复兴运动。尼普穆克族在该州中部拥有两个受政府承认的保留地，其中一个位于格拉夫顿。
马萨诸塞州的种族矛盾相对缓和，至少和美国其他州相比，避免了很多冲突。但是1850年代排外的一无所知运动在马萨诸塞州选举中的成功表现、1920年代发生的萨科和范凯蒂处决事件以及1970年代发生的波士顿反对废止校车种族隔离运动等实例均说明了马萨诸塞州历史上种族之间的关系并没有想象中的融洽。

### 语言
除了通用美式英语之外，马萨诸塞州最常见的美式英语变体是带有卷舌音的马萨诸塞州西部方言和带有非卷舌音的马萨诸塞州东部方言（被称为“波士顿腔”）。
| 语言                                   | 使用者人口占比 （2010年数据） | 使用者数量 |
| -------------------------------------- | ----------------------------- | ---------- |
| 英语                                   | 78.93%                        | 4,823,127  |
| 西班牙语                               | 7.50%                         | 458,256    |
| 葡萄牙语                               | 2.97%                         | 181,437    |
| 中文（包括粤语及官话）                 | 1.59%                         | 96,690     |
| 法语（包括新英格兰法语）               | 1.11%                         | 67,788     |
| 基于法语的克里奧爾語                   | 0.89%                         | 54,456     |
| 意大利语                               | 0.72%                         | 43,798     |
| 俄语                                   | 0.62%                         | 37,865     |
| 越南语                                 | 0.58%                         | 35,283     |
| 希腊语                                 | 0.41%                         | -          |
| 阿拉伯语和高棉语（包括所有的南亚语系） | 0.37%                         | -          |

### 宗教
马萨诸塞州居民各宗教认同分布图，数据来源自公共宗教研究所的2022年美国价值观调查

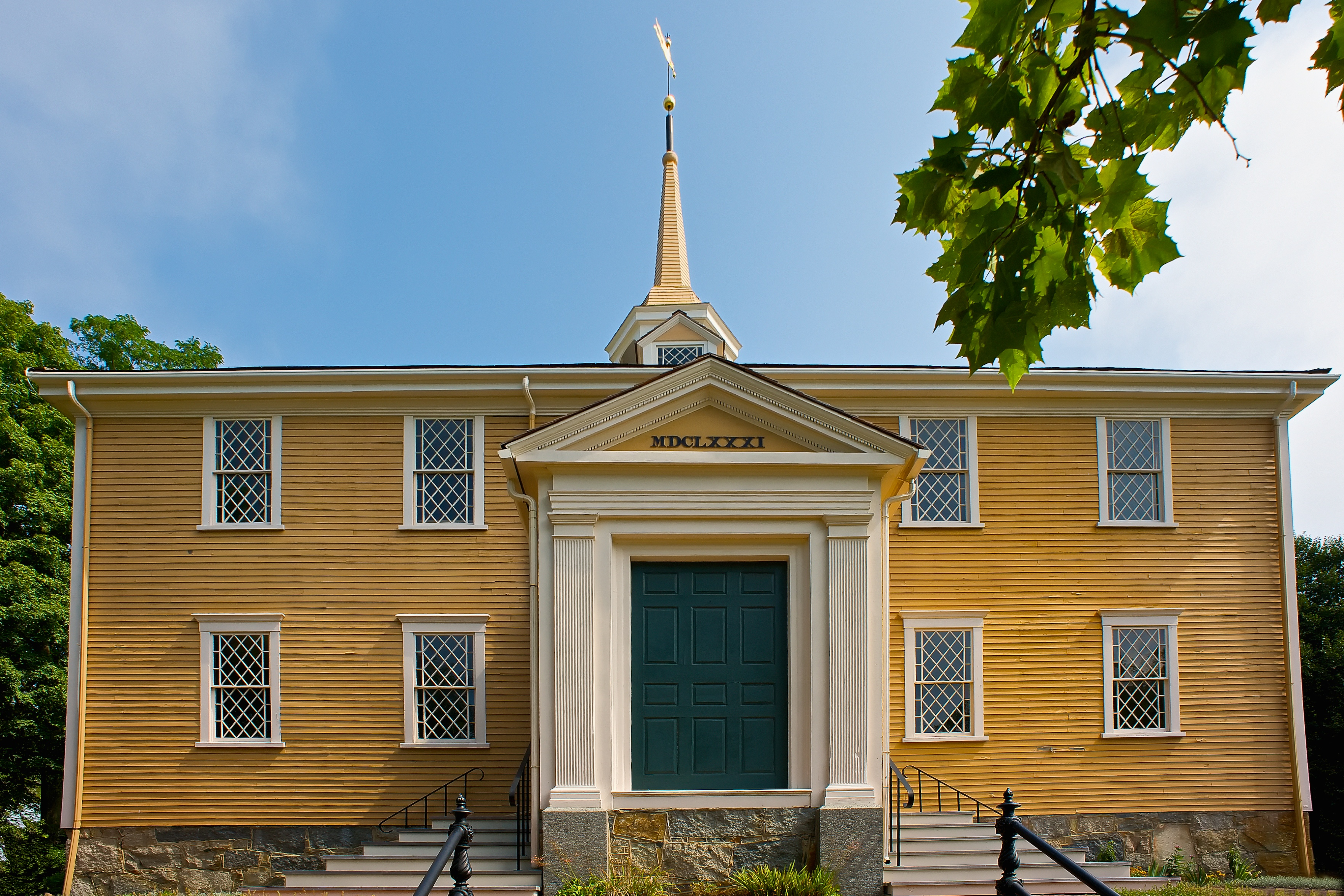
欣厄姆的老船教堂建于1681年，是美国持续使用的最古老教堂。马萨诸塞州目前是全美宗教氛围最淡薄的州。

马萨诸塞最初的创立者是1620年到来的布朗派清教徒，不久之后英格兰其他教派的基督徒纷纷前往该地区。时至今日，马萨诸塞州的大多数人仍然是基督徒。这些清教徒的后人目前分属于多个教会。他们在直系传承中属于不同的公理会、联合基督教会以及一神论普遍主义者协会。该协会的总部位于波士顿南部的灯塔山。许多清教徒后裔也分散到其他的新教教派，还有一些清教徒在现代世俗化之后与罗马天主教以及其他基督教团体脱离了联系。
到了今天，基督徒占该州总人口的 57%，其中新教徒占21%。罗马天主教徒占34%，处于主导地位，这是历史上来自天主教国家（主要是爱尔兰、意大利、波兰、葡萄牙、魁北克和拉丁美洲）的大量移民所造成的结果。 由于新英格兰的世俗化，新教和罗马天主教社区自20世纪后期以来一直在衰落。和美国西部一样，马萨诸塞州是美国宗教氛围最不浓厚的地区。1880年至1920年间，大量犹太人移民到波士顿和斯普林菲尔德地区。犹太人目前占该州全部人口的3%。玛丽·贝克·艾迪创立了新兴宗教基督科学教会，其总部设立在波士顿的基督教科学中心。佛教徒、异教徒、印度教徒、基督复临安息日会教徒、穆斯林和摩门教徒都可以在马萨诸塞州找到自己的宗教场所。斯多克布里奇的克里帕鲁中心、斯普林菲尔德的少林冥想寺和巴利的顿悟冥想中心都是马萨诸塞州著名的非亚伯拉罕宗教场所。根据宗教数据档案协会（ARDA）2010年的数据，马萨诸塞州最大的教会是天主教会，有2,940,199名信徒。其次是联合基督教会，有86,639名信徒。然后就是圣公会，有81,999名信徒。32%的居民认为自己没有宗教信仰。

## 教育

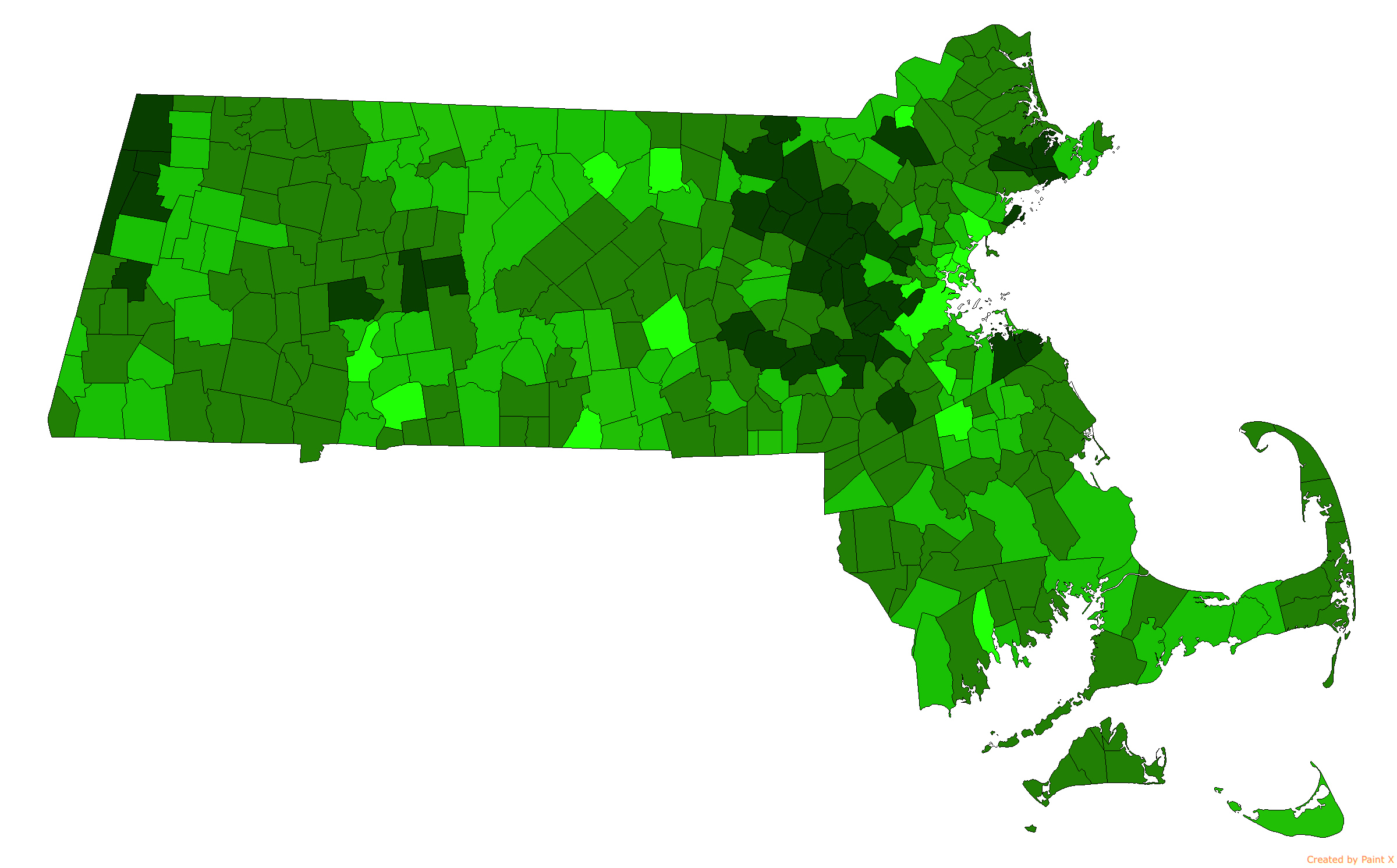
2015-2016学年度马萨诸塞州各城镇公立高中的SAT成绩概况

2018年，根据《美国新闻与世界报道》的排名，马萨诸塞州的整体教育系统在全美50个州中排名第一。1647年，马萨诸塞湾殖民地通过了《马萨诸塞学校法》（此法律又因其第一句话得名为《老骗子撒旦法》），该法律将无知视为一种恶疾，要求每个住户数量超过50户的城镇必须雇佣一位教师负责本镇儿童的读写教育，住户数量超过100户的城镇必须设立一所文法学校。19世纪，由贺拉斯·曼推动的改革为1852年建立的义务教育奠定了坚实基础。马萨诸塞州是北美现存最古老且连续存在的学校（成立于1645年的罗克斯柏利拉丁学校）、全美最古老的公立小学（成立于1639年的马瑟学校）、最古老的高中（成立于1635年的波士顿拉丁学校）、最古老且一直在连续经营的寄宿学校（成立于1763年的总督学院）、最古老的大学（成立于1636年的哈佛大学）以及最古老的女子学院（1837年成立的曼荷莲学院）的所在地。除此之外，全美排名第一的私立高中菲利普斯学院位于马萨诸塞州的安多弗，该学校创立于1778年。
根据2012年的调查结果显示，马萨诸塞州每个中小学生的公共支出为14,844美元，在美国所有的州中排名第八。2013年，马萨诸塞州在全国教育进展评估中获得了数学学科排名第一以及阅读学科排名第三的优异成绩。马萨诸塞州公立学校的学生在学习成绩方面位居世界前列。
马萨诸塞州共有121所高等教育机构。哈佛大学和麻省理工学院皆位于马萨诸塞州的剑桥，长期以来都是全球公认的顶尖大学。除了哈佛大学和麻省理工学院，马萨诸塞州还有其它几所大学在《美国新闻与世界报道》广泛引用的本科教学水平排名中位列前50名，他们分别是：塔夫斯大学（第27名）、波士顿学院（第32名）、布兰代斯大学（第34名）、波士顿大学（第37名）和东北大学（第40名）。除此之外，《美国新闻与世界报道》中排名前五的文理学院也都位于马萨诸塞州，它们分别为威廉姆斯学院（第一名）、阿默斯特学院（第二名）以及维斯理学院（第四名）。波士顿建筑学院是新英格兰地区最大的私立空间设计学院。公立的马萨诸塞大学在该州有5个校区，旗舰校区在阿默斯特，该校区大约招收了2.5万多名学生。

## 经济
根据美国经济分析局的估计，马萨诸塞州2020年地区生产总值为5840亿美元。2012年该州人均收入为53221美元，位列全美第三。截至2022年1月，马萨诸塞州的一般最低薪资为每小时14.25美元，小费工的最低薪资为每小时$6.15。若小费工的薪资没有超过一般最低薪资，则需要由雇主补足其差额。 根据2018年通过的一系列最低薪资修正案，到2023年1月时，一般最低薪资需要提高到每小时15美元，小费工的最低薪资需要提升至每小时6.75美元。最低工资在每年1月都会上调，直到2023年时达成目标。
2015年，共有12家财富美国500强公司位于马萨诸塞州，它们分别是利宝互助保险、美国万通保险、TJX公司、通用电气、雷神技术公司、美國電塔公司、全球合作伙伴公司、赛默飞世尔科技、道富公司、渤健公司、永源能源以及波士顿科学。 CNBC的《2014年最佳商业州名单》将马萨诸塞州排至全美第25位，该州连续第二年被彭博社评为美国最具创新精神的州。根据凤凰营销国际公司于2013年的一项研究表明，马萨诸塞州的百万富翁人数占比在美国排名第六，为 6.73%。很多居住在马萨诸塞州的亿万富翁是知名公司的领导或前领导，例如富达投资、新百伦、卡夫集团以及大陆有线电视公司的领导者均居住在此。
马萨诸塞州目前有三个对外贸易区，分别为波士顿的马萨诸塞州港务局、新贝德福德港以及霍利奥克市。此外洛根将军国际机场是新英格兰地区最繁忙的机场，于2015年全年接待旅客3340万人次，自2010年以来国际航空一直在快速增长。
马萨诸塞州的经济支柱包括高等教育、生物技术、信息技术、金融、医疗保健、旅游、制造和国防。128号公路周边以及大波士顿地区为美国著名的风险投资中心和高科技产业中心。近年来该州旅游业发展迅速，鳕鱼角和波士顿是游客主要观光地。其他受欢迎的旅游目的地还包括塞勒姆、普利茅斯以及伯克希尔山。马萨诸塞州在全美最受外国游客欢迎的旅游目的地中排名第六。2010 年，马萨诸塞州名胜委员会发布了《马萨诸塞州的1000个名胜古迹》，罗列了能够突出该州历史、文化和自然特色的1000个景点。

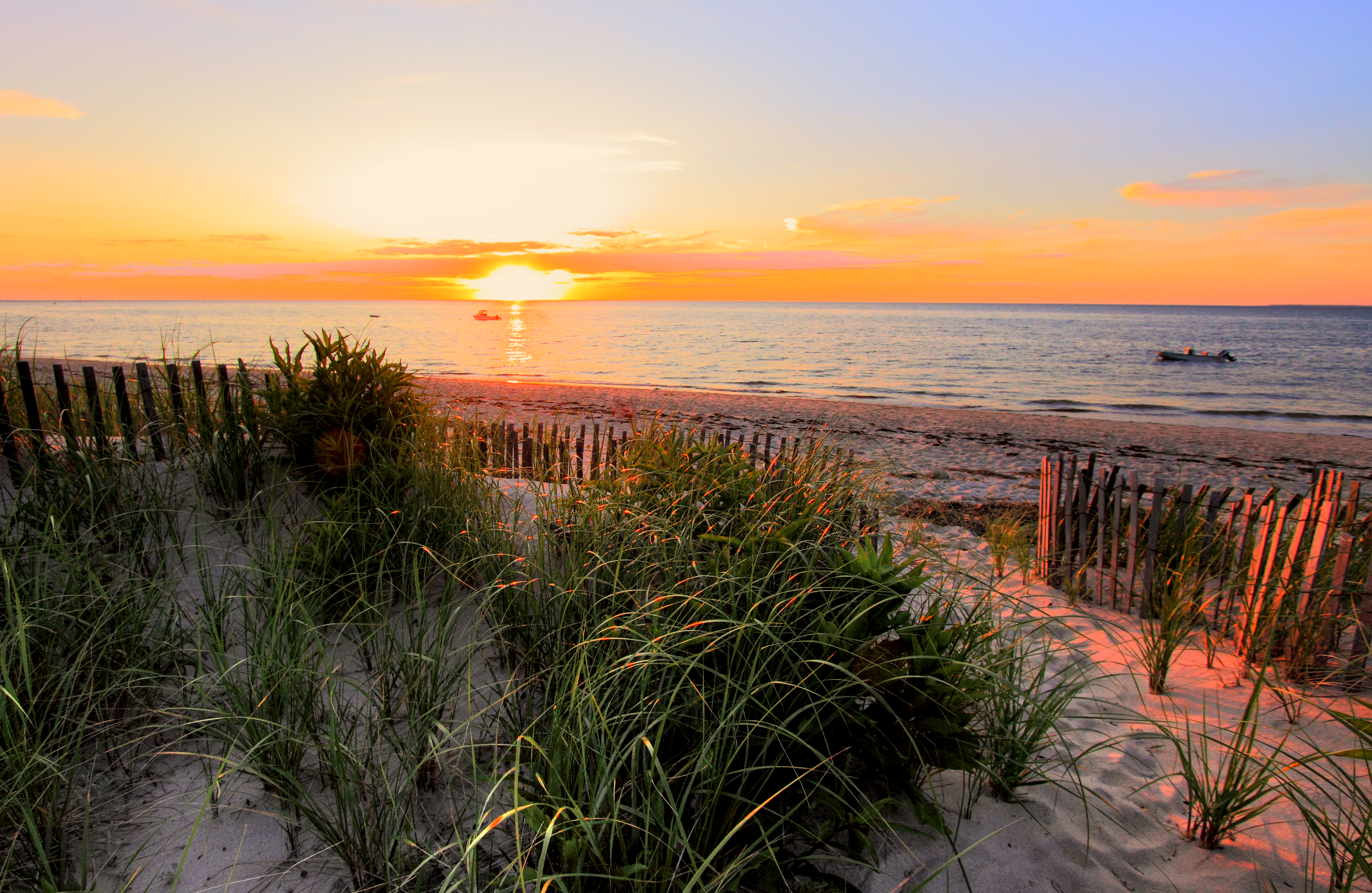
鳕鱼角湾布鲁斯特的日落

尽管2016年马萨诸塞州的制造业产值占比不到10%，但是其总产出在全美排名第16位。并且产品种类十分丰富，如医疗设备、纸制品、特种化学品和塑料、电信和电子设备以及机械部件。
马萨诸塞州的33000多家非营利组织共雇佣了该州六分之一的劳动力。2007年，州长德瓦尔·帕特里克签署法案，将非营利意识日设定为州定假日。
2017年2月，《美国新闻与世界报道》杂志根据医疗、教育、犯罪、基础设施、发展机会、经济和政府运作等60项指标，将马萨诸塞州评为美国最佳州。马萨诸塞州在教育方面排名全美第一，在医疗保健方面排名第二，在经济议题的处理方面排名第五。

### 农业
根据2012年的一项调查研究表明，马萨诸塞州全州总共有7755个农场，总面积为523,517英畝（2,120平方），平均每个农场67.5英畝（27.3公頃）。该州三分之一以上产值的农产品为温室作物，此外蔓越莓、甜玉米和苹果也是该州主要农产品。马萨诸塞州为美国第二大蔓越莓生产州，仅次于威斯康星州。
水果种植产业给该州带来了巨大的收入。与此同时，马萨诸塞大学还设立了推广水果计划，为果树种植人员提供信息层面的支持。由于该州的草莓种植行业经常受到灰葡萄孢菌以及牧草盲蝽的危害，因此推广水果计划会给从业者提供相关的数据表单。

### 税收
马萨诸塞州的州税和地方税总税率约为11.44%，位列全美（50州外加华盛顿特区）第21位。人均年纳税额为$6163，位列全美第25位。此外，该州的公司税和财产税分别位列全美第39位和第46为，低于全美平均水平，但是个人所得税和销售税分别位列全美第13位和第18位，超过全美平均水平。在20世纪70年代，由于马萨诸塞州的高税收政策，导致该州被居民戏称为“马萨征税州（Taxachusetts）”。不过到了80年代，由于保守主义势力的抬头，该州出台了一系列限制税收的提案，其中包括《2½提案》。
自2020年1月1日起，马萨诸塞州实行税率为5%的统一税率个人所得税，而早在2002年的全民公投中，就曾提议将个人所得税税率降低至5%，最终立法机关同意了此项提案。对于收入低于起征点的居民，政府将对其免征所得税，其中起征点每年都会根据经济发展状况进行调整。该州的公司税税率为8.8%，短期资本利得税的税率为12%。除此之外该州还允许反对减税的人自愿按照减税前5.85%的税率多纳税，结果每年都有一千至两千人选择公益性的多纳税。
该州对个人有形财产零售征收6.25%的销售税，不过杂货、服装（不超过175美元）和期刊的零售不在此征税范围内。对于售价超过175美元的服装，只需要对超出的部分缴税即可。对于在其他州购买且零售商未向马萨诸塞州缴税的商品的商品，消费者还需要向该州缴纳一笔使用税。这笔税需要纳税人在所得税表格或专用税表格中申报，不过该州存在一些“安全港”，在这些地方纳税人可免缴使用税，但是对于金额超过1000美元的商品则不在免税范围内。该州没有遗产税，并且与联邦遗产税相关的税收也十分有限。

### 能源
马萨诸塞州于1998年引入了竞争性的电力市场，消费者可以在不更换公用事业公司的前提下更换电力提供商。2018年，马萨诸塞州消耗了1459万亿BTU的能源，为全美人均消耗能源第七少的州，其中31%的能源来自天然气。在2014年和2015年，马萨诸塞州被评为美国能效最高的州，波士顿则被评为能效最高的城市，不过该州居民的平均电价位列全美第四。2018年，该州可再生能源消耗量约占全州能源消费总量的7.2%，位列全美第34位。

## 交通

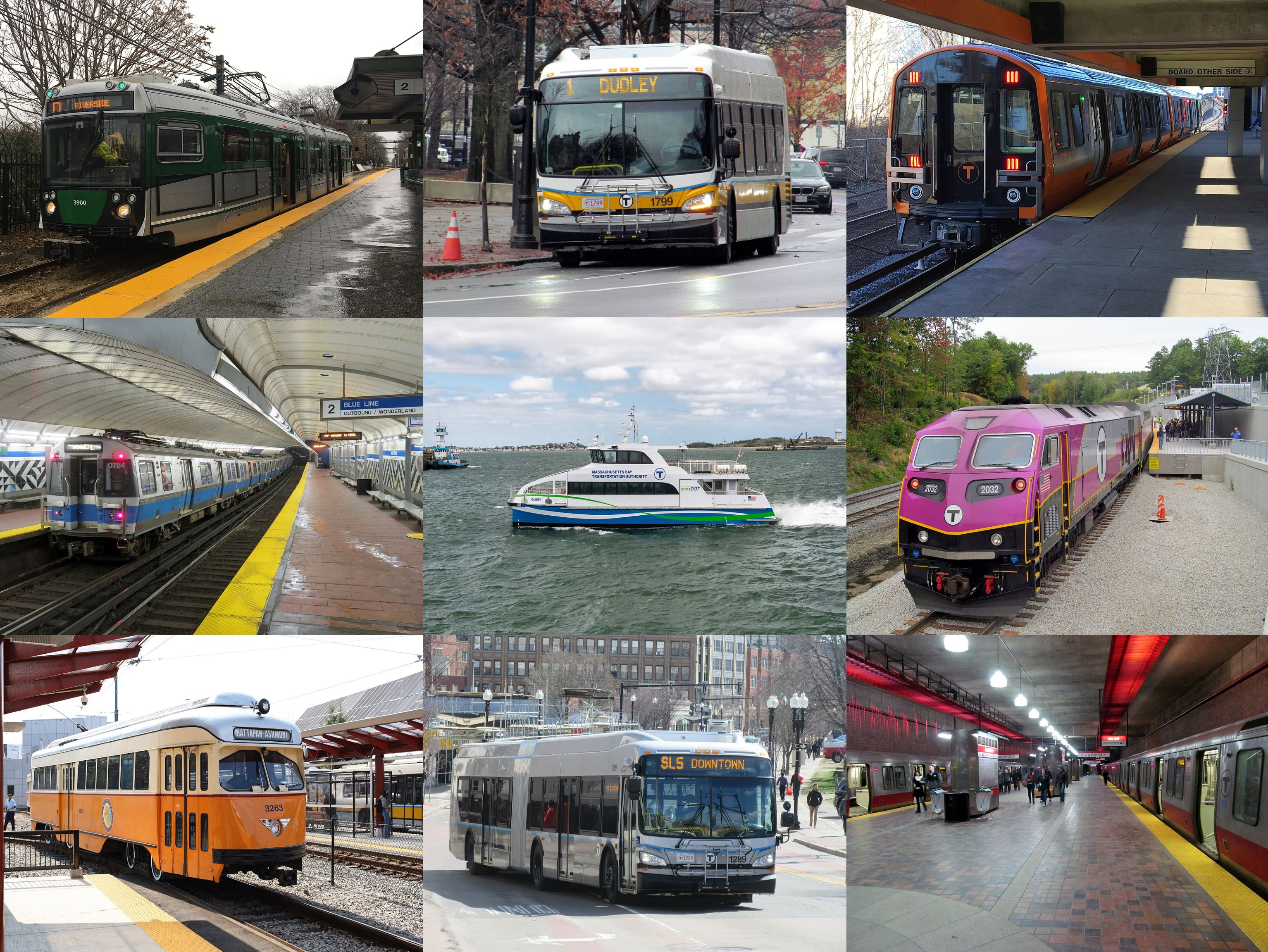
马萨诸塞湾交通局负责管理大波士顿地区的交通

马萨诸塞州共有10个都市规划组织和3个非都市规划组织，覆盖了全州各区域的交通规划工作。州一级的交通规划任务则由马萨诸塞州交通部来完成。交通运输是马萨诸塞州最大的温室气体排放来源。

### 区域性公共交通
马萨诸塞湾交通局负责大波士顿地区的公共交通服务，从地铁到巴士甚至再到渡船均由其负责管理。
除了大波士顿之外，该州还有其它15个地区的交通局提供公共交通服务。目前该州依然存在4处观光铁路，它们分别是：
- 海因尼斯至秃鹰湾的鳕鱼角中央铁路（英语：Cape Cod Central Railroad）[299]
- 李镇到大巴灵顿的伯克希尔观光铁路（英语：Berkshire Scenic Railway Museum）[300]
- 位于卡佛的埃达维尔铁路（英语：Edaville Railroad）[301]
- 位于洛厄尔的洛厄尔国家历史公园电车线（英语：National Streetcar Museum）[302]

### 长途列车和巴士
美铁运营着多条与马萨诸塞州相连的城际铁路，其中波士顿南站为三条美铁铁道路线的终点站。第一条为阿西乐特快号列车的路线，连接至普罗维登斯、纽黑文、纽约市，最终可抵达华盛顿特区。第二条为东北区域号列车的路线，一开始和阿西乐特快号列车的路线有所重叠，但还能继续向南延伸，最终抵达弗吉尼亚州的纽波特纽斯。第三条为湖畔特快列车的线路，该线路一直向西延伸，途径伍斯特以及斯普林菲尔德，最终抵达芝加哥。波士顿北站则是美铁缅因州东部沿海地区号列车的终点站，乘坐此列车可前往缅因州的波特兰以及不伦瑞克。
除了波士顿之外，美铁在马萨诸塞州的其他城市也提供运输服务。哈特福德线连接着斯普林菲尔德和纽黑文两地，由马萨诸塞州和康乃狄克州的交通部共同管理。山谷飞人号列车线路与哈特福德线有所重合，但是这条线路会继续向北延伸至格林菲尔德。此外，连接佛蒙特州圣奥尔本斯和华盛顿特区的佛蒙特人号列车会经停马萨诸塞州西部的几个车站。
美铁在波士顿和纽约市之间运送的乘客数量超过了所有航空客运量的总和（在2012年约占总客运量的54%），但是在其他城市之间的客运量较少。该州还有很多私营巴士公司提供运输服务，诸如彼得潘巴士（总部位于斯普林菲尔德）以及灰狗巴士等。此外，波士顿南站还是中国城客运路线的起点，提供连接纽约和波士顿两地唐人街的运输服务。
MBTA通勤铁路服务贯穿大波士顿都会区，包括伍斯特、菲奇堡、黑弗里尔、纽伯里波特、洛厄尔和普利茅斯等城市。这条线路部分与邻近地区交通局所运营的运输线路产生重叠。2013年夏，鳕鱼角地区交通局和马萨诸塞湾交通局以及马萨诸塞州交通部合作运营了海角飞人号列车线路，以提供往返于波士顿和鳕鱼角的客运服务。

### 轮渡
鳕鱼角以北的大多数港口都有波士顿港口邮轮公司提供的轮渡服务，该公司还与马萨诸塞湾运输局签订了合同，在大波士顿地区及周边地区运营轮渡服务。数条轮渡线路将波士顿市中心与欣厄姆、赫尔、温斯洛普、塞勒姆、洛根机场、查尔斯敦以及波士顿港内的一些岛屿连为一体。这家公司还运营着往返于波士顿和普罗维登斯之间的季节性轮渡业务。
而在该州南岸的马萨葡萄园岛，有数条航线提供着往返于该岛和美国大陆的航运服务，岛上居民可以坐船前往马萨诸塞州的伍兹霍尔、海恩尼斯、新贝德福德和法尔茅斯，还能前往罗德岛州的北金斯顿、新泽西州的高地市以及纽约市。当然，岛屿之间也有很多船运航线，目前这些航线目前主要由海浪公司、海连游轮公司以及轮船管理局运营。其中轮船管理局为政府机构，负责管理辖区范围内所有的航运服务，同时也是唯一的货运服务商。
该州的其他渡轮线路还包括通过纽波特连接福尔里弗和布洛克岛的线路，普利茅斯到普罗维登斯的季节性渡轮线路，新贝德福德和卡蒂汉克之间也设有轮渡线路。

### 铁路货运
截至2018年，马萨诸塞州境内有多家货运铁路运营公司，其中最大的一类铁路运营商CSX，另一家一类铁路运营商诺福克南方铁路公司和CSX共同成立了泛美南方有限公司，并通过这个子公司在该州展开业务。同时还有若干短程的区域性铁路将这些铁路网连为一体。马萨诸塞州当前运营中的货运铁路总长为1,110英里（1,790）。

### 航空

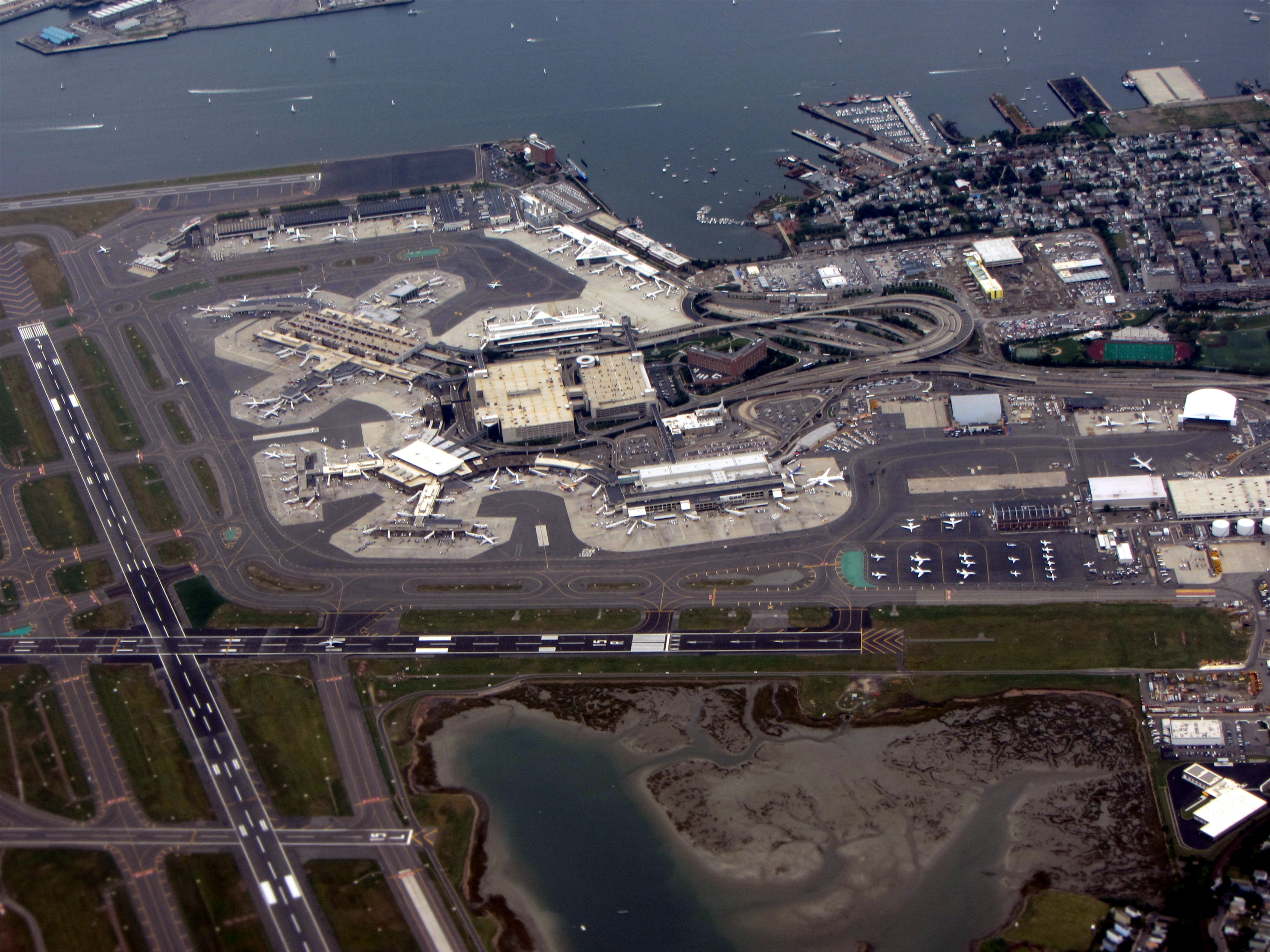
位于波士顿的洛根国际机场是整个新英格兰地区客运量最大的国际机场

2015年，波士顿洛根国际机场的103个登机口共接待旅客3350万名（2014年接待旅客人数为3160万）。洛根机场、贝德福德的汉斯康姆机场和伍斯特地区机场都是由独立的州立运输机构马萨诸塞州港务局运营。马萨诸塞州有39个公共机场和200多个私人直升机停机坪。该州的部分机场得到了马萨诸塞州交通部航空司和美国联邦航空管理局的资助。此外，联邦航空管理局也是马萨诸塞州航空旅行的主要监管机构。

### 高速公路

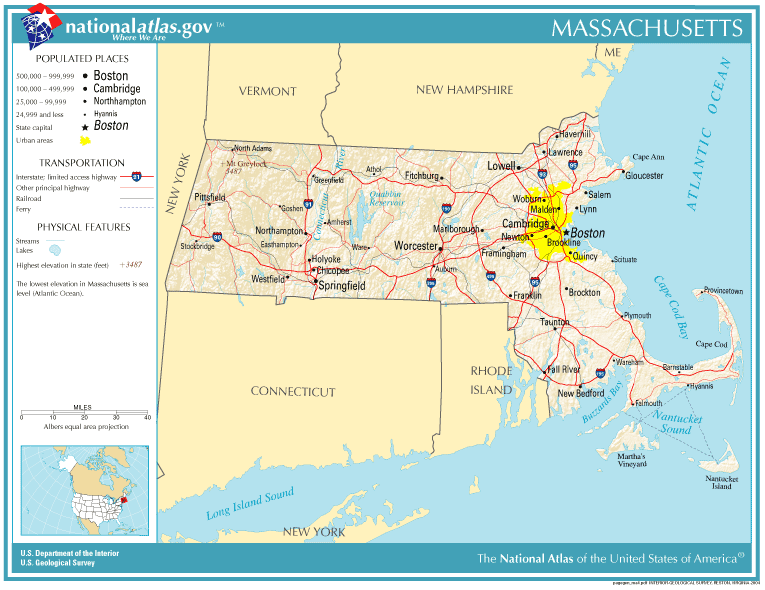
马萨诸塞州境内的重要公路及城市

马萨诸塞州境内的州际公路以及其他公路全长共计36,800英里（59,200）。90号州际公路是马萨诸塞州境内最长的州际公路，这条线路在马萨诸塞州境内的总长度为136 mi（219 km），从西斯托克布里奇镇由纽约州接入，一直向东延伸途经斯普林菲尔德、伍斯特、弗雷明翰直至波士顿洛根国际机场。马萨诸塞州内的其他州际公路还包括91号州际公路、93号州际公路以及95号州际公路。其中91号州际公路沿着康涅狄格河呈南北走向，93号州际公路亦呈现南北走向，在穿过波士顿市中心以及梅休因后可抵达新罕布什尔州。而95号州际公路则与128号公路部分共线形成环路，环绕着一些城市化区域，并且也可以通往新罕布什尔州。
495号州际公路在大波士顿外围形成一个宽阔的环路，除此之外马萨诸塞州的其他主要州际公路还包括291、391、84、195、395、290以及190号州际公路。马萨诸塞州的主要非州际公路包括美国1、3、6和20号国道，以及2、3、9、24和128号州道。马萨诸塞州的绝大多数州际公路都是在20世纪中叶建造的，这些公路的建设很多都伴随着争议。尤其是1948年首次提出从罗德岛普罗维登斯向东北方向建设91号州际公路的计划，这个建设计划在提出后反对声浪就不断地增长。最终在1970年时，州长弗朗西斯·W·萨金特发布了一项针对在波士顿地区I-95/128号公路环路建设的禁令。除此之外，一项将93号州际公路波士顿市中心段引入地下的大规模工程（称为“大开掘”）使该市的高速公路系统因其高成本和低施工质量而遭到公众质疑。 

## 政治与法律

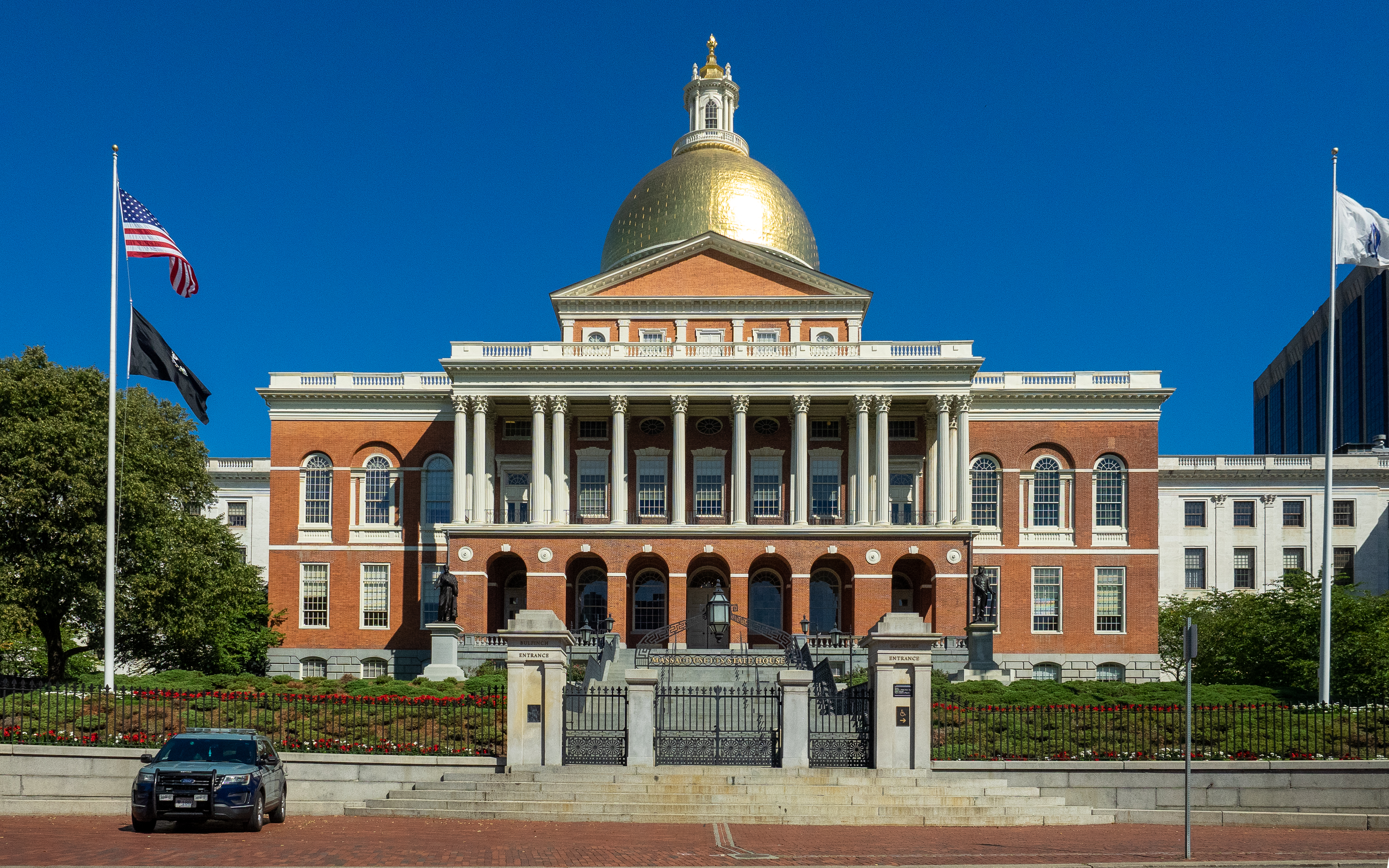
位于波士顿公园附近的马萨诸塞州议会大厦

马萨诸塞州的政治史最早可以追溯到《五月花号公约》，当时的政治实体分为独立的马萨诸塞湾殖民地和普利茅斯殖民地，两者后来合并为马萨诸塞湾省。《马萨诸塞州宪法》于1780年美国独立战争期间被批准，比美国联邦条例的起草晚了4年，但是比1788年6月21日美国宪法的批准早了8年。因此由约翰·亚当斯起草的《马萨诸塞州宪法》是目前世界上历史最悠久的持续生效的宪法。这部宪法从诞生到今天共经历过120次修正，最近一次是在2000年。
自从20世纪下半叶以来，马萨诸塞州的政治一直由民主党占主导地位，是美国最倾向于自由主义的州。1974年，伊莱恩·诺布尔当选马萨诸塞州州议员，是美国历史上第一个出柜的州议员。1972年，马萨诸塞州第十二国会选区选出了美国历史上第一个出柜的国会议员格里·斯塔兹，并且在2004年成为了全美第一个允许同性婚姻的州。2006年，马萨诸塞州成为了全美第一个提供近乎全民医疗的州。除此之外，马萨诸塞州还有支持庇护城市的法律。
根据2020年的一项研究表明，马萨诸塞州在全美最容易让公民投票的州中排名第十一位。

### 政府

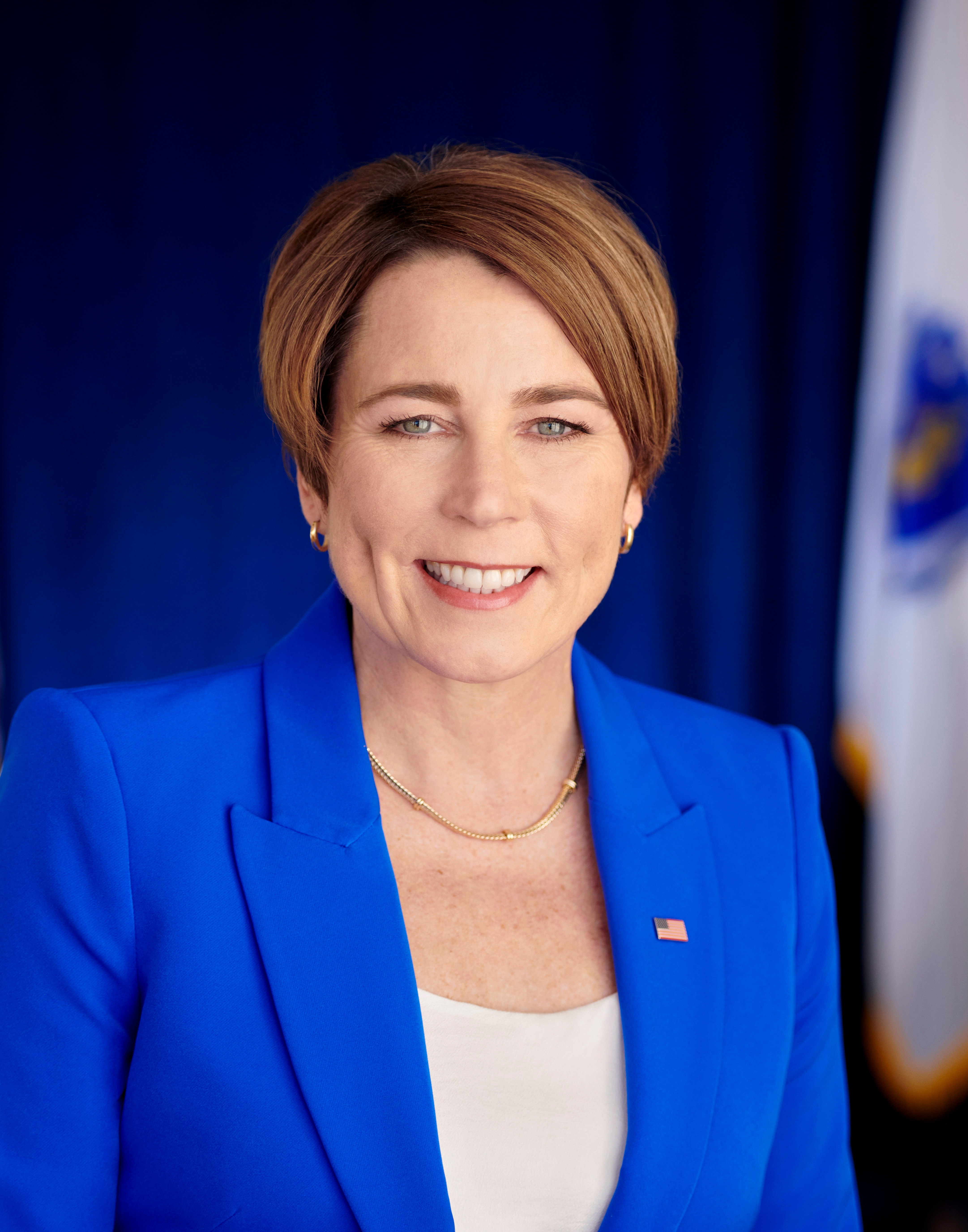
马萨诸塞州第73任州长莫拉·希利

和联邦政府一样，马萨诸塞州政府亦奉行行政、立法和司法三权分立的制度。马萨诸塞州州长负责该州的行政，马萨诸塞州议会则负责该州的立法，而马萨诸塞州的司法则由法院负责。

#### 行政部门
作为该州的行政长官，州长有权签署或否决立法、任命司法和行政部门的官员、赦免犯人、准备年度预算以及指挥马萨诸塞州国民警卫队。和其他绝大多数州不同，马萨诸塞州州长享有阁下的尊称。目前该州州长为莫拉·希利，副州长为金·德里斯科尔，州长与由副州长和八名民选委员组成的单独执行委员会一起处理该州事务。根据州宪法的规定，该委员会负责审查和确认州长的任命和赦免、批准从国库中拨出的款项以及批准选举等职责。
除州长和执行委员会外，行政部门中通过独立选举产生的官职还包括一名州务卿、一名司法部长、一名州财长和一名州审计员。目前在马萨诸塞州政府担任这些官职的人分别为威廉·F·加尔文、莫拉·希利、德布·戈德堡和苏珊娜·邦普，他们皆隶属于民主党。根据该州法律规定，州务卿的职能为管理选举、监管游说者和证券业、注册公司、登记全州所有的契据以及保存该州所有的公共记录。司法部长作为马萨诸塞州首席律师和执法官，其职能是为州机构提供法律服务、打击欺诈和腐败、调查和起诉犯罪活动以及执行消费者保护、环境、劳工和民权方面的法律。州财政部长作为首席财务官管理州的现金流、债务和投资，而州审计员作为首席审计执行官进行审计、调查和研究，以促进政府问责制和透明度并改善该州的财务管理、法律合规性和绩效。

#### 立法部门
马萨诸塞州议会由州参议院和州众议院组成，为马萨诸塞州的立法机构。其中众议院的议员数为160人，参议院则为40人。参众两院的领导均由各自议院的议员选出，其中众议院领导为发言人，而参议院领导则为议长。目前州参众两院均包含数个委员会，所有议员均通过民选产生，任期均为两年。

#### 司法部门
马萨诸塞州最高法院由一名首席大法官和六名助理法官组成，他们均由州长任命，但还需要通过执行委员会确认方可上任。
马萨诸塞州的联邦法院案件由美国马萨诸塞联邦地区法院审理，上诉则由美国联邦第一巡回上诉法院负责审理。

#### 国会议员
马萨诸塞州的所有国会议员均隶属于民主党。目前该州联邦参议员为伊莉莎白·華倫和艾德·马基，而众议员为理查·尼尔（第一國會選區）、吉姆·麦克高文（第二國會選區）、洛瑞·特拉汉（第三國會選區）、杰克·奥金克罗斯（第四國會選區）、凯瑟琳·克拉克（第五國會選區）、塞思·莫尔顿（第六國會選區）、阿雅娜·普雷斯利（第七國會選區）、斯蒂芬·林奇（第八國會選區）以及比尔·基亭（第九國會選區）。
自2012年以来，马萨诸塞州在总统选举中共有11张选举人票。和其他绝大多数州一样，马萨诸塞州的选举人票亦遵循赢家通吃的原则。

### 政治

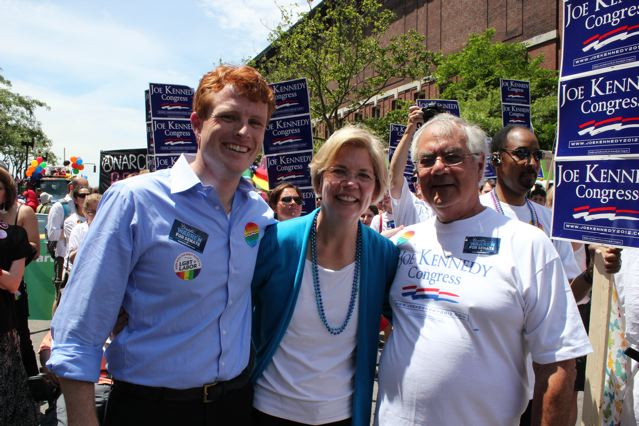
2012年波士顿骄傲游行，左起：众议员乔·肯尼迪三世、参议员伊莉莎白·華倫和众议员巴尼·弗兰克.

马萨诸塞州过去曾倾向于共和党，但是现今已经成为了民主党占主导的州。这一转变的分水岭普遍被认为是1952年的参议员选举，民主党候选人约翰·肯尼迪击败了时任共和党参议员小亨利·卡伯特·洛奇。而约翰·肯尼迪的弟弟泰德·肯尼迪从1962年开始就一直担任马萨诸塞州联邦参议员，直到他于2009年因脑癌逝世。自20世纪20年代以来，马萨诸塞州就因政治自由主义而闻名，该州经常被视为现代自由主义的发源地，因此产生了“马萨诸塞自由主义”这一政治术语。
马萨诸塞州是全美最倾向于民主党的州之一。除了该州中部和南部地区的少数城镇倾向于共和党之外，马萨诸塞州几乎全州都是民主党的票仓。虽然说共和党在近期开始在波士顿的西部和北部郊区开始占主导地位，但是这些地区在特朗普时代均倾向于民主党。自1984年罗纳德·里根总统在马萨诸塞州获胜以后，共和党人就再也没有在总统选举中赢得马萨诸塞州。除此之外，罗纳德·里根在1980年和1984年总统选举中也只是以微弱的优势赢得了马萨诸塞州。马萨诸塞州亦是唯一一个在1972年总统选举中投票给民主党候选人乔治·麦戈文的州。而在2020年总统选举中，乔·拜登在马萨诸塞州的得票率高达65.6%，是近五十年来民主党表现最好的一次。
马萨诸塞州国会代表团成员均为民主党人，目前没有任何共和党人在马萨诸塞州担任联邦一级的议员。自1994年以来，仅有一位共和党人（参议员斯科特·布朗）于马萨诸塞州担任国会议员。在所有一个党派控制该州所有国会参众两院席位的州中，马萨诸塞州的人口排名第一。
截至2018年选举，民主党在马萨诸塞州议会的参众两院均占据绝对优势。在马萨诸塞州众议院的全部160个席位中，民主党占据了127个席位（79%），共和党仅占有32个席位（20%），还有一个无党籍议员。而在马萨诸塞州参议院，民主党占据了全部40个席位中的37个，反观共和党仅有三个。自20世纪50年代以来，民主党在马萨诸塞州议会的参众两院一直都是多数党。
|      | 无所属 | 3,256,754 | 64.43%  |
|      | 民主党 | 1,327,704 | 26.27%  |
|      | 共和黨 | 418,899   | 8.29%   |
|      | 其它   | 51,182    | 1.01%   |
| 总计 | 总计   | 5,054,539 | 100.00% |

尽管马萨诸塞州是民主党的铁票仓，但该州经常选出共和党籍的州长。自1991年以来，仅德瓦尔·帕特里克这一位州长属于民主党。从2002年到2018年的州长选举中，共和党候选人共获得了全部选票的48.4%，而民主党仅获得了45.7%的选票。不过这些共和党候选人均被视为温和派共和党，他们从民主党获得的支持甚至超过了从共和党所获得的支持。
美国有很多全国性的政治议题都受到了马萨诸塞州的影响，例如早在2003年，马萨诸塞州最高法院就允许同性婚姻，而2006年的法案更是要求向全州居民提供医疗保险。2008年，马萨诸塞州选民投票通过了一项将持有少量大麻合法化的倡议。马萨诸塞州的选民还在2012通过投票手段将医用大麻合法化。在2016年娱乐大麻经投票获得合法化后，马萨诸塞州政府于2018年6月开始发行相关许可证，并于同年7月1日正式合法。但是在现实中由于缺乏相关测试设施，商品的销售可能会拖数周之久。不过马萨诸塞州虽然以“进步”著称，但是在2020年一项受到很多进步主义者支持的选择排序投票公投却以失败告终。
马萨诸塞州是全美最支持堕胎选择权的州。根据2014年皮尤研究中心的一项民意调查发现，74%的马萨诸塞州居民在大多数情况下都支持堕胎权，这使马萨诸塞州成为美国最支持堕胎权的州。
2020年，马萨诸塞州议会推翻了查理·贝克州长对ROE法案的否决权。ROE法案是一项有争议的法案，其目的是将堕胎权写入《马萨诸塞州法典》，以应对最高法院推翻罗诉韦德案的后果。该法案还将寻求堕胎者的父母同意年龄从18岁降至16岁，同时在危及母亲生命的情况下允许对怀孕24周以上的胎儿进行堕胎。
根据公共宗教研究所于2023年发布的《美国价值观地图集》显示，绝大部分马萨诸塞州居民都支持同性婚姻。

## 市镇及区划
马萨诸塞州共有50座城市和301个城镇，并且共分为14个县。这14个县从西向东分别为伯克希尔县、富兰克林县、汉普希尔县、汉普登县、伍斯特县、米德尔塞克斯县、埃塞克斯县、萨福克县、诺福克县、布里斯托县、普利茅斯县、巴恩斯特布尔县、杜克斯县以及楠塔基特县。马萨诸塞州有11个自称是“镇”的定居点在法律意义上讲是城市，因为这些“镇”已经将镇民大会改为了市长-议会制政府或议会-经理制政府。
波士顿是马萨诸塞州首府，其人口为692,600，而大波士顿的总人口数为4,873,019人，是全美第11大都市圈。该州其他人口数超过十万的城市还包括伍斯特、斯普林菲尔德、洛厄尔以及剑桥。普利茅斯是该州土地面积最大的自治市，其次是米德尔伯勒。
马萨诸塞州和新英格兰的其他五个州一样，均存在一种名为新英格兰镇的地方政府架构。这种行政架构与县或镇区有所不同，新英格兰镇拥有很高的权责。从1997年开始，马萨诸塞州废除了大部分的县政府，其中包括该州人口最多的米德尔塞克斯县。对于这些政府被废除的县，其选民只需要选出直属于州政府的警长和契据登记员即可。而其他很多县则被重组，不过有些依然保留着县议会。
| 波士顿 伍斯特 | 1  | 波士顿       | 萨福克县       | 692,600 | 斯普林菲尔德 剑桥 |
| 波士顿 伍斯特 | 2  | 伍斯特       | 伍斯特县       | 185,428 | 斯普林菲尔德 剑桥 |
| 波士顿 伍斯特 | 3  | 斯普林菲尔德 | 汉登县         | 155,929 | 斯普林菲尔德 剑桥 |
| 波士顿 伍斯特 | 4  | 剑桥         | 米德尔塞克斯县 | 118,927 | 斯普林菲尔德 剑桥 |
| 波士顿 伍斯特 | 5  | 洛厄尔       | 米德尔塞克斯县 | 110,997 | 斯普林菲尔德 剑桥 |
| 波士顿 伍斯特 | 6  | 布罗克顿     | 普利茅斯县     | 95,708  | 斯普林菲尔德 剑桥 |
| 波士顿 伍斯特 | 7  | 新贝德福德   | 布里斯托縣     | 95,363  | 斯普林菲尔德 剑桥 |
| 波士顿 伍斯特 | 8  | 昆西         | 诺福克县       | 94,470  | 斯普林菲尔德 剑桥 |
| 波士顿 伍斯特 | 9  | 林恩         | 埃塞克斯县     | 94,299  | 斯普林菲尔德 剑桥 |
| 波士顿 伍斯特 | 10 | 福尔里弗     | 布里斯托縣     | 89,541  | 斯普林菲尔德 剑桥 |

## 文化娱乐

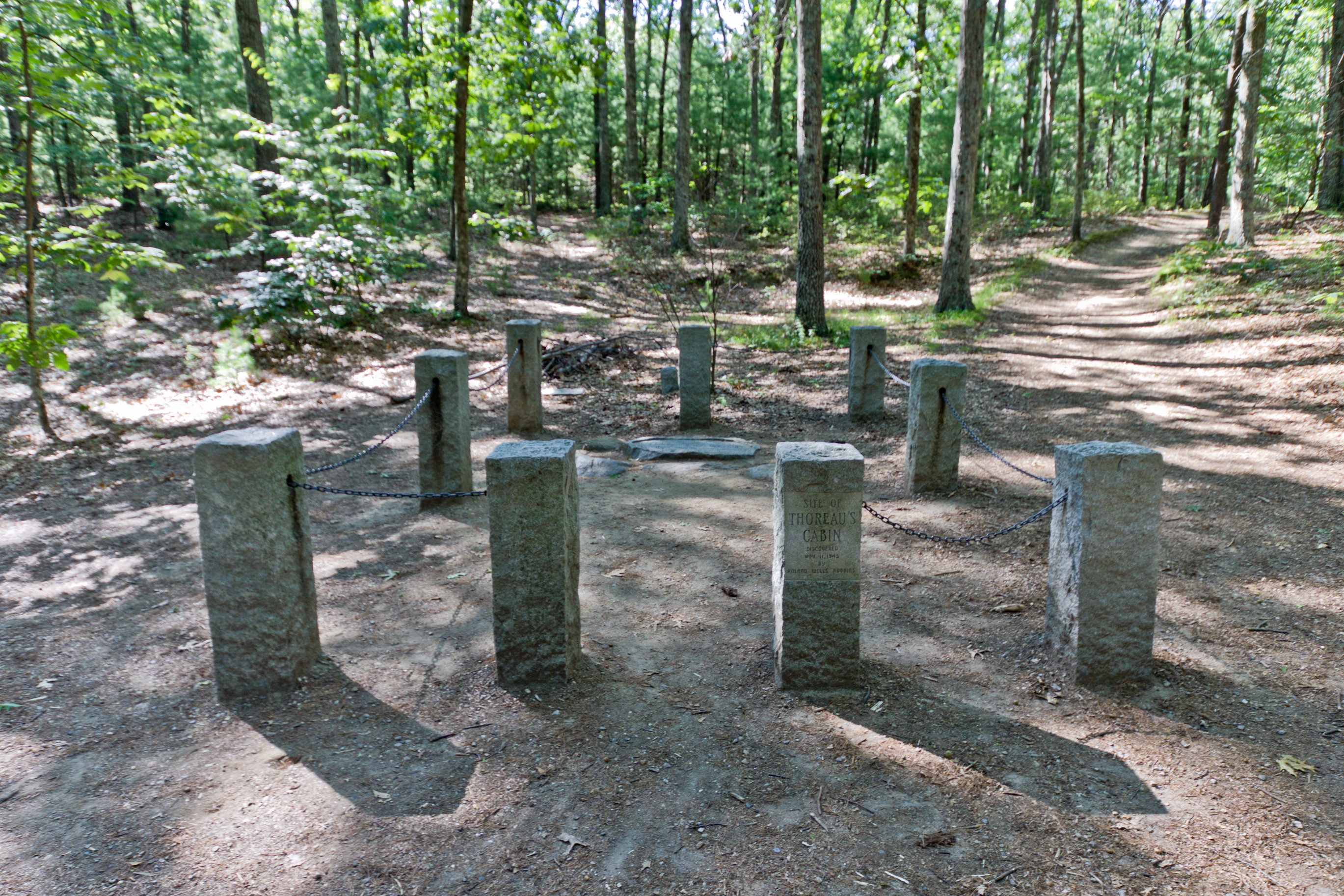
位于康科德瓦爾登湖畔亨利·戴维·梭罗的木屋遗址

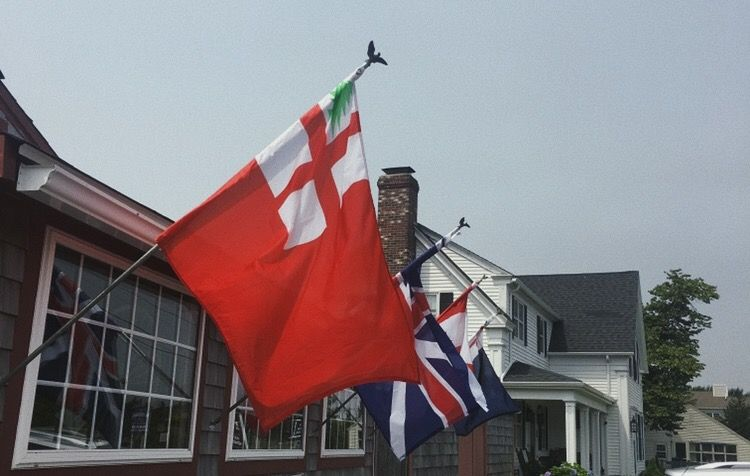
由于马萨诸塞州为新英格兰人口最多的州，因此该州的新英格兰文化及身份认同较为强烈（图为新英格兰旗帜）

马萨诸塞州对全美文化和艺术的发展可谓贡献巨大。由于能够从美洲原住民、洋基人以及后续移民群体那里获取灵感，马萨诸塞州孕育出了很多作家、艺术家以及音乐家。同时该州还有许多博物馆以及历史遗迹，并且每年都有许多庆祝该州重要历史事件的节日。
马萨诸塞州是超验主义运动的早期中心，强调直觉、情感、人类个性以及与自然的更深层次的联系。拉尔夫·沃尔多·爱默生出生在波士顿，但他晚年的大部分时间都在康科德度过。爱默生于1836年发表了的品文《论自然》在很大程度上创立了超验主义哲学，使其余生成为了超验主义运动的核心人物。爱默生的朋友亨利·戴维·梭罗亦参与了超验主义运动，他在1854年出版的作品《瓦尔登湖》中记录了他在瓦尔登湖湖畔一座小木屋中独自生活的一年。
其他出生在马萨诸塞州或与之关系密切的作家或诗人还包括安妮·布拉德斯特里特、纳撒尼尔·霍桑、路易莎·梅·奥尔科特、罗伯特·弗罗斯特、艾蜜莉·狄金森、亨利·华兹华斯·朗费罗、伊迪丝·华顿、E·E·卡明斯、赫尔曼·梅尔维尔、W·E·B·杜波依斯、希薇亚·普拉斯、伊丽莎白·毕晓普、约翰·厄普代克、安妮·塞克斯顿、霍华德·菲利普斯·洛夫克拉夫特、爱伦·坡、海伦·亨特·杰克逊、纪伯伦·哈利勒·纪伯伦、玛丽·希金斯·克拉克、阿米莉亚·阿特沃特-罗德斯、杰克·凯鲁亚克以及苏斯博士。而马萨诸塞州的著名画家则包括温斯洛·霍默以及诺曼·洛克威尔，其中洛克威尔的很多作品都在位于斯托克布里奇的諾曼·洛克威爾博物館中展出。
马萨诸塞州也是全美重要的表演艺术中心，其中波士顿交响乐团和波士顿流行乐团都位于马萨诸塞州。马萨诸塞州的其他管弦乐团还包括巴恩斯特布尔的科德角交响乐团、新贝德福德交响乐团和斯普林菲尔德交响乐团。坦格活德位于马萨诸塞州西部，是坦格活德音乐节和坦格活德爵士音乐节的举办地，也是波士顿交响乐团的夏季举办场地。

马萨诸塞州的其他表演艺术和戏剧组织包括波士顿芭蕾舞团、波士顿抒情歌剧院和总部位于莱诺克斯的莎士比亚公司。除了古典音乐和民间音乐之外，马萨诸塞州还培养了跨越多种当代流派的音乐家和乐队，例如经典摇滚乐队空中铁匠、原始朋克乐队现代恋人、新浪潮乐队汽车合唱团和另类摇滚小妖精乐队。该州也是摇滚乐队Staind、Godsmack和Highly Suspect的发源地，这些乐队分别诞生于马萨诸塞州的斯普林菲尔德、劳伦斯和鳕鱼角。该州举办的电影活动包括波士顿电影节、波士顿国际电影节以及马萨诸塞州各个城市自己举办的一些小型电影节。

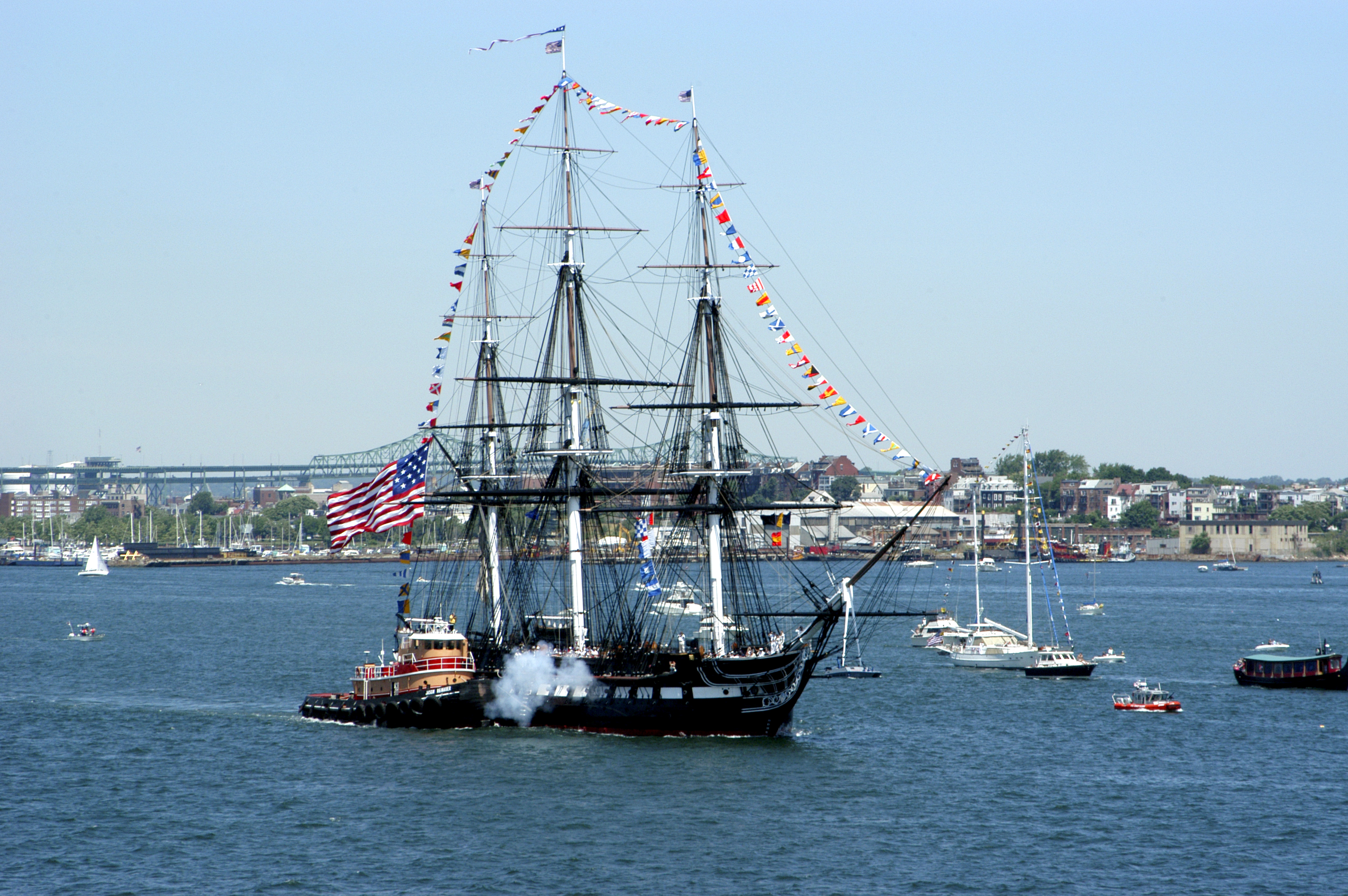
宪法号护卫舰在每年7月4日都要举办巡航活动

马萨诸塞州有很多历史遗迹和博物馆。其中波士顿美术馆、波士顿当代艺术学院以及德科尔多瓦雕塑公园暨博物馆均位于马萨诸塞州，此外位于楠塔基特的玛丽亚·米切尔协会亦下辖数个天文台、博物馆和水族馆。历史遗迹和相关题材的博物馆包括位于斯普林菲尔德的兵工厂、波士顿自由之路以及邻近的民兵国家历史公园，这些地方均保存了诸多美国革命时期的历史遗迹，洛厄尔国家历史公园则着重介绍了工业革命时期美国早期的运河及磨坊的发展、波士顿的黑人遗产小径囊括了波士顿重要的非裔美国人和废奴主义者遗址、而新贝德福德捕鲸国家历史公园则展示了马萨诸塞州各个时期的历史。
普利茅斯种植园和老斯特布里奇村是马萨诸塞州的两个露天博物馆，分别再现了17世纪和19世纪初期马萨诸塞居民的生活状态。

波士顿一年一度的圣帕特里克节游行、海港节、为期一周的7月4日庆祝活动、烟花汇演、波士顿流行乐队的音乐会，以及宪法号在波士顿港的周转巡游，都是该州很受欢迎的活动。新英格兰夏季国民车展是位于伍斯特举办的一场车展，每年都会吸引数以万计的观众。波士顿马拉松也是该州的一项热门赛事，每年吸引超过30,000名跑步者和数万名观众参加。
马萨诸塞州的长途远足步道包括阿帕拉契小徑、新英格兰国家风景小径、超彗星-莫纳德诺克小径、中州小径和海湾巡回步道。该州的其他户外休闲活动还包括帆船和游艇驾驶、河流或深海捕鱼、赏鲸、高山和越野滑雪以及狩猎。
马萨诸塞州是美国天主教徒占比最高的州之一，有很多相关宗教场所，例如位于斯托克布里奇的国家慈悲神殿。

## 媒体
马萨诸塞州有两大主要的电视媒体市场，其中波士顿/曼彻斯特媒体市场是全美第五大媒体市场。另一大媒体市场则是围绕着斯普林菲尔德地区的媒体市场。波士顿的WGBH-TV是一家主要的公共电视台，其作品包括《Nova》、《前线》和《美国经验》等全国性节目。
《波士顿环球报》、《波士顿先驱报》、《斯普林菲尔德共和党人报》和《伍斯特电报与公报》皆为马萨诸塞州最大的日报之一。 此外，马萨诸塞州还有很多社区小报和周刊。美联社在波士顿设有一个分社，而州议会新闻服务处则将州政府的报道提供给马萨诸塞州的其他媒体机构。此外还有有多个AM和FM广播电台为马萨诸塞州服务，并且该州还有多个区域性的社区电台。该州的一些高等院校亦拥有自己的校园电视台和广播电台，同时也会发行自己的报纸。

## 健康

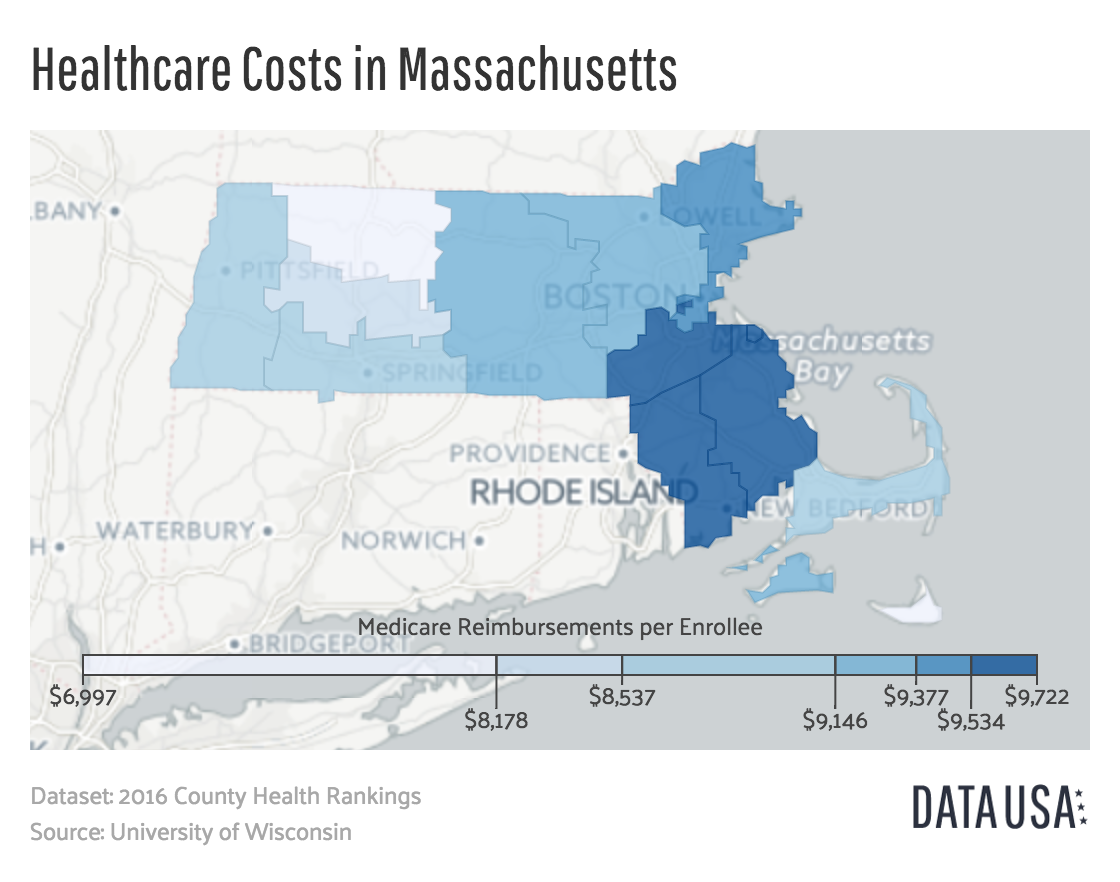
地图显示了马萨诸塞州各县每个参保者的平均医疗保险报销额。

在大多数健康和疾病预防的议题中，马萨诸塞州的数据在全美各州中名列前茅。2015年，联合健康保险将该州列为全美第三健康的州。在全美所有50个州中，马萨诸塞州的人均医生数全美最多（每十万位居民中有435.38名医生），婴儿死亡率全美第二低（3.8%），未参保居民占比最低（包括儿童）。据《商业内幕》报道，马萨诸塞州居民的平均预期寿命为80.41岁，在全国排名第五。马萨诸塞州有36.1%的居民超重，并且有24.4%的居民肥胖，而既不超重也不肥胖的居民占比（39.5%）位列全国第六。不过马萨诸塞州的酗酒率高于全美平均水平，在全国排名第20位。
根据联邦政府的命令，美国第一家海员医院于1799年成立于波士顿。目前该州共有143家医院。根据《美国新闻与世界报道》2015年的排名，麻省总医院在两个医疗保健专业中排名前三。麻省总医院成立于1811年，是附近哈佛大学最大的教学医院。
马萨诸塞州是美国的医学教育和研究中心，该州拥有布莱根妇女医院、贝斯以色列女执事医疗中心、达纳法伯癌症研究所、新英格兰浸信会医院、塔夫茨医疗中心以及波士顿大学的主要教学医院——波士顿医疗中心。马萨诸塞大学陈医学院位于伍斯特。麻省药科与健康科学大学有三个校区，其中两个分别位于波士顿和伍斯特。

## 体育运动

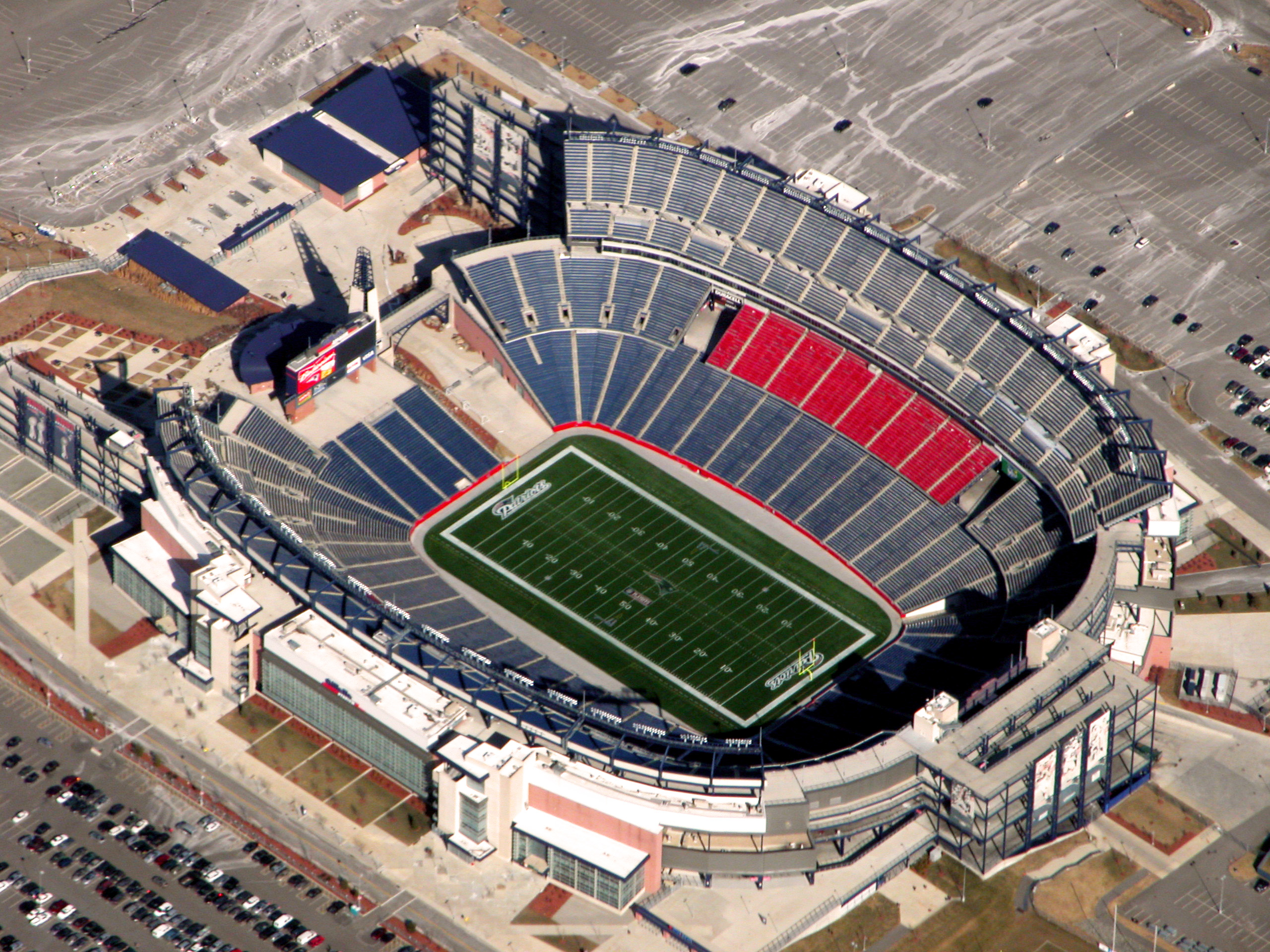
福克斯堡的吉列体育场是新英格兰爱国者队和新英格兰革命队的主场

马萨诸塞州拥有五支大联盟职业运动队，它们分别是得过十八次NBA冠军的波士顿凯尔特人队、在世界大赛赢过九次的波士顿红袜队、赢过6次斯坦利杯的波士顿棕熊队、赢过六次超级碗的新英格兰爱国者队以及美国职业足球大联盟成员新英格兰革命队。
在19世纪末期，篮球和排球这两大奥林匹克球类运动分别诞生在马萨诸塞州西部的斯普林菲尔德和霍利奥克，因此奈史密斯篮球名人纪念堂和排球名人堂分别位于这两座城市。而美国冰球联盟是全国冰球联盟的发展联盟，其总部亦位于斯普林菲尔德。
马萨诸塞州的几所大学以其大学体育运动而闻名。该州拥有两个属于FBS第一分区的团队，即隶属于大西洋沿岸联盟的波士顿学院队和独立的马萨诸塞大学阿默斯特分校队。FCS第一分区的学校包括隶属于常春藤联盟的哈佛大学和隶属于爱国者联盟的圣十字学院。波士顿大学、东北大学、马萨诸塞大学洛厄尔分校和梅里马克学院也参加了此分区的竞赛。而马萨诸塞州其他高等院校的团队则属于更低的分区，包括麻省理工学院、塔夫茨大学、阿默斯特学院、威廉姆斯学院以及隶属于其他分区的其他团队。
马萨诸塞州也是重要的赛艇赛事举办地，例如奎西加蒙德湖东部冲刺赛和查尔斯帆船赛。马萨诸塞州亦举办了多项重大高尔夫赛事，包括九场美国高尔夫公开赛和两场莱德杯。马萨诸塞州还是科德角棒球联盟和长曲棍球超级联赛球队大炮曲棍球俱乐部的主场。
马萨诸塞州培养了多位成功的奥运选手，其中包括托马斯·伯克、詹姆斯·康诺利、约翰·托马斯（田径）、布奇·约翰逊（射箭）、南茜·克里根（花样滑冰）、托德·理查兹（单板滑雪）、阿尔比娜·奥西波维奇（游泳）、亚历山德拉·莱斯曼（体操）、帕特里克·尤因（篮球）、吉姆·克雷格、迈克·埃鲁齐翁、比尔·克利里和基思·特卡丘克（冰球）。
2022年，波士顿成为2026年国际足联世界杯承办城市之一。

## 延伸阅读

### 概述和调查
- Hall, Donald. ed. The Encyclopedia of New England (2005)
- 公共事业振兴署. Guide to Massachusetts (1939)

### 第二手来源
- Abrams, Richard M. Conservatism in a Progressive Era: Massachusetts Politics, 1900–1912 (1964)
- Adams, James Truslow. Revolutionary New England, 1691–1776 (1923)
- Adams, James Truslow. New England in the Republic, 1776–1850 (1926)
- Andrews, Charles M. The Fathers of New England: A Chronicle of the Puritan Commonwealths (1919), short survey
- Conforti, Joseph A. Imagining New England: Explorations of Regional Identity from the Pilgrims to the Mid-Twentieth Century (2001)
- Cumbler, John T. Reasonable Use: The People, the Environment, and the State, New England, 1790–1930 (1930), environmental history
- Fischer, David Hackett. Paul Revere's Ride (1994), 1775 in depth
- Flagg, Charles Allcott, A Guide to Massachusetts local history, Salem : Salem Press Company, 1907.
- Green, James R., William F. Hartford, and Tom Juravich. Commonwealth of Toil: Chapters in the History of Massachusetts Workers and Their Unions (1996)
- Huthmacher, J. Joseph. Massachusetts People and Politics, 1919–1933 (1958)
- Labaree, Benjamin Woods. Colonial Massachusetts: A History (1979)
- Morison, Samuel Eliot. The Maritime History of Massachusetts, 1783–1860 (1921)
- Peirce, Neal R. The New England States: People, Politics, and Power in the Six New England States (1976), 1960–75 era
- Porter, Susan L. Women of the Commonwealth: Work, Family, and Social Change in Nineteenth-Century Massachusetts (1996)
- Sletcher, Michael. New England (2004).
- Starkey, Marion L. The Devil in Massachusetts (1949), Salem witches
- Tager, Jack, and John W. Ifkovic, eds. Massachusetts in the Gilded Age: Selected Essays (1985), ethnic groups
- Zimmerman, Joseph F. The New England Town Meeting: Democracy in Action （页面存档备份，存于） (1999)

## 外部連結
- 官方网站
- Massachusetts Office of Travel and Tourism （页面存档备份，存于）
- Massachusetts State Guide （页面存档备份，存于） from the Library of Congress
- 中的“麻薩諸塞州”

| 前任者： 康乃狄克州 | 按加入联邦日期排列的美国州份列表 于1788年2月6日批准宪法（第六个） | 繼任者： 马里兰州 |